# 第3回十字軍
第3回十字軍（だい3かいじゅうじぐん、1189年 - 1192年）とは、ラテン教会下の3人の国王（フランス国王フィリップ2世、イングランド国王リチャード1世、神聖ローマ皇帝フリードリヒ1世）により行われた聖地回復のための軍事遠征である。この遠征は1187年に聖地エルサレムがサラディンに奪還されたことがきっかけで開催された遠征であり、遠征の主体が上述の3人の国王であったことから諸王の十字軍としても知られている。
この遠征は一定程度成功したとみなされている。十字軍はアッコやヤッファといった重要な諸都市を再獲得し、サラディンがそれまでに征服した地域の大半を奪還することに成功したからである。ただし、十字軍が最大の目標と掲げていた聖地エルサレムの奪還を成し遂げることはできなかった。

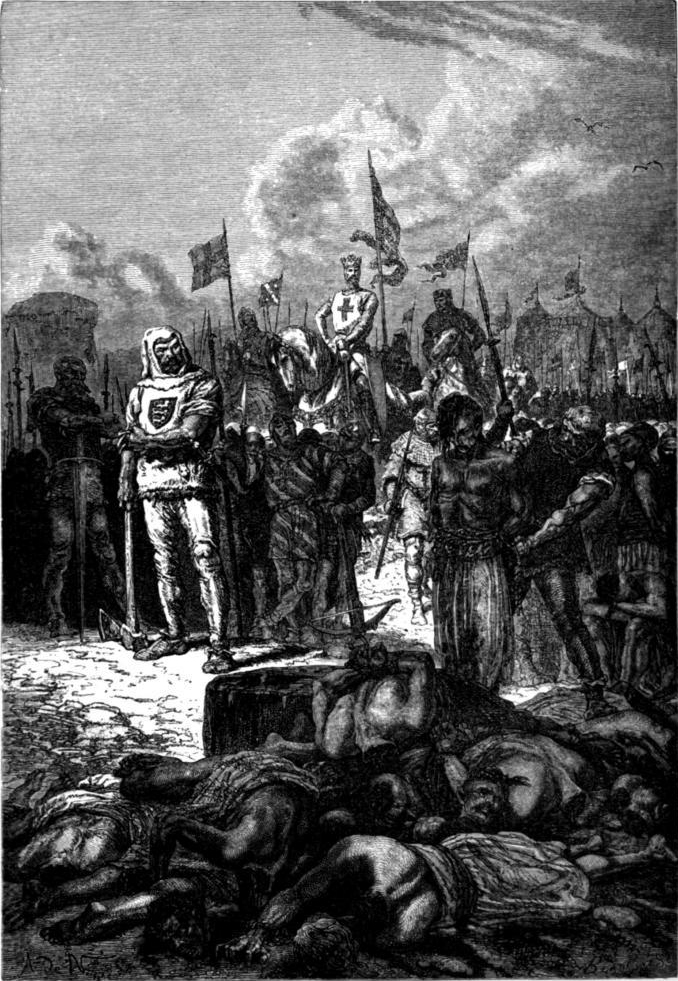
アヤディエの虐殺（1191年）

1147年から1149年にかけて行われた第2回十字軍が失敗に終わった後、近東で勢力を伸ばしていたイスラム王朝、ザンギー朝は分裂していたシリアを統合し、エジプトの支配者ファーティマ朝と紛争を抱えるようになった。ザンギー朝の家臣であったサラディンはエジプト-シリア間の紛争などに関与したことで両勢力の軍勢を自身の配下に収めることに成功し、その軍事力を持ってして十字軍国家の勢力削減や聖地エルサレムの十字軍からの奪還に専念した。聖地がムスリムの手に落ちたことを受け、宗教的情熱に掻き立てられたイングランド国王ヘンリー2世とフランス国王フィリップ2世は両者間の紛争を一時終結させ、聖地奪還のための新たな十字軍遠征を共に企画した。しかしヘンリー2世は遠征前に亡くなってしまい、イングランド遠征軍は彼の継承者であるリチャード1世（獅子心王）に引き継がれた。フランス国王・イングランド国王による聖地奪還の試みに神聖ローマ皇帝フリードリヒ1世も参加し、大軍を率いてバルカン半島・アナトリア半島を経由して聖地へと進軍した。フリードリヒ1世は道中、セルジューク・トルコの軍勢を撃破するなどの活躍を見せたものの、1190年6月10日、聖地にたどり着く前に渡河中に溺死した。フリードリヒと共に従軍していたドイツ人諸侯は皇帝の死をひどく悲しみ、ドイツ軍の大半は母国へと帰還したという。
聖地における重要な都市の1つ、アッコからムスリム軍を追いやった後、1191年8月、十字軍を率いていたフランス王フィリップ2世は、フリードリヒ1世の死後残ったドイツ人諸侯を取りまとめ聖地へと辿り着いたオーストリア公レオポルト5世と共に聖地を離れ母国へと帰還した。アルスフでの十字軍の大勝によりレバント地方の沿岸部の大半の地域は十字軍の支配下に戻った。1192年9月2日、最後まで聖地に残り戦い続けていたイングランド国王リチャード1世は、ムスリム側の総大将サラディンと講和条約を締結し、ムスリムのエルサレム統治を認める代わりに非武装の巡礼者や商人のエルサレム訪問を許可することなどを取り決めた。1192年9月9日、リチャード1世は聖地を離れた。第3回十字軍での部分的成功により、ヨーロッパ人はキプロス島とレバント沿岸諸都市といった広大な領土を維持することができた。
「聖地エルサレムの奪還」という最も重要な目標は結局成し遂げることができなかった。この壮大な目標は続く第4回十字軍を駆り立てることとなったが、エルサレム奪還はこれから40年ほどのちに行われる第6回十字軍まで成功することはなかった。もっとも、第6回十字軍遠征により奪還した聖地エルサレムもその後すぐに奪い返されることとなった。

## 背景

1190年における近東の情勢。第3回十字軍が開始される直前の様子である。

1185年、エルサレム国王ボードゥアン4世が崩御した。エルサレム王国は1183年より彼と共同統治していたボードゥアン4世の甥っ子ボードゥアン5世に引き継がれた。そしてまだ幼いボードゥアン5世の王国統治を支援するためトリポリ伯レーモン3世が再び摂政となった。その翌年、ボードゥアン5世は9歳の誕生日を迎えることなく亡くなった。エルサレム王国は再び王を亡くしたが、幼王ボードゥアンの母親で先王ボードゥアン4世の妹のシビーユが自身をエルサレム女王として戴冠し、夫のギー・ド・リュジニャンをエルサレム王に推戴した。そしてギーの筆頭支援者であるフランク人騎士ルノー・ド・シャティヨンが裕福なイスラム人隊商を襲撃し、それに随行していた多くのムスリムを投獄した。この行為によりそれまで締結されていたサラディンーエルサレム王国間の平和条約は破棄されてしまった 。サラディンはエルサレム側に対して、捕囚されたムスリムの解放と強奪した品々の返却を要求した。ギー王はルノーに対してサラディンの要求を飲むよう求めたものの、ルノーは王からの要求すらも拒否した。
結果、ルノーの無礼極まりない返答は、サラディンにエルサレム王国への攻撃を正当化する機会を与えてしまい、1187年、遂にサラディンはティベリアに対する包囲戦を敢行した。トリポリ伯レーモンはギーに対して、サラディンへ反撃するのではなく忍耐強く耐え抜くよう助言したが、ギーはルノーの助言を受け入れた。ギーはルノーの助言のもと、ティベリア郊外のヒッティーンに軍を進めた。ギー率いるエルサレム軍は水不足に喘ぎ、士気が著しく低下していた。そんな十字軍をサラディンは見逃さず、ヒッティーンの戦いで彼らを撃破した。
ギー王とルノーは戦闘後ムスリムに捕縛され、サラディンのテントへ連行された。ギーはそこでサラディンから水の入った一杯のゴブレットを渡され、飲むよう促された。ギーはその水を飲まずに隣のルノーに渡した。当時の慣習として、「主人から直接水を勧められた客人はその主人から身の安全が保障されなければならない」というものがあった。それゆえにギーから間接的に水を受け取ったルノーに対して、サラディンは身の安全を保障する必要に迫られることがなかった。ギーから渡されたゴブレットの水を飲むことにルノーが同意した際、サラディンは通訳を介してギーに「彼に水を渡したのは、他でもない其方である。ギーよ。」と言ったという 。その後、サラディンはそれまでの悪業を理由にルノーを処刑し、伝統に基づいてギーをダマスカスに送還した。結局ギーは王国民により身代金を支払われた上で解放された。
1187年の暮れには、サラディンはアッコを奪還し、エルサレムを攻め落とした。十字軍はその後1229年までエルサレムを奪い取ることができなかった。当時の教皇ウルバヌス3世は、ヒッティーンでの十字軍の大敗の報を耳にして卒倒し、衝撃のあまりそのまま亡くなったと伝わっている。
ウルバヌスの跡を継いだ教皇グレゴリウス8世は『恐ろしい災禍を耳にして Audita tremendi』と呼ばれる教皇勅書を発布し（1187年10月29日）、エルサレム陥落をヨーロッパ中のキリスト教徒の罪であると宣言。聖地への十字軍遠征の参加を呼びかけた。

## バルバロッサの十字軍
神聖ローマ皇帝フリードリヒ1世（バルバロッサ）の十字軍遠征は最も念入りに計画・組織された遠征であったと言われている 。フリードリヒ帝は出陣時には既に66歳という老齢であった。彼の遠征に関する2つの歴史書が現存している。『フリードリヒ皇帝の遠征に関する歴史』と『聖地巡礼の歴史』の2つである。また、『死の床におけるフリードリヒ皇帝の手紙』という短編の文献も存在する。

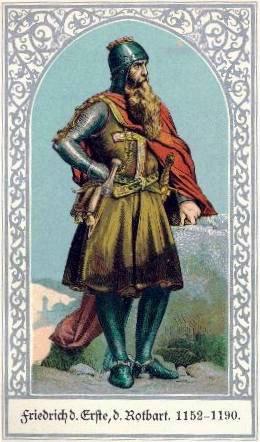
神聖ローマ皇帝フリードリヒ1世（バルバロッサ）

### 十字架を掲げよ
1187年10月27日、聖地エルサレムがサラディンの手に落ちてから3週間が経過した頃、教皇グレゴリウス8世はドイツ中の司教たちに手紙を送り、彼の教皇就任を知らせると共にドイツ人貴族から十字軍遠征参加の確約を勝ち取るよう指示した。11月23日頃、フリードリヒは十字軍国家の統治者たちから手紙を受け取り、聖地への軍事支援の要請を受けた。
教皇の要請があってから11月11日頃まで、枢機卿アンリ・ド・マーシーはドイツにて十字軍参加を説いてまわっていた。彼はストラスブールにて、フリードリヒと多くの一般民衆の面前で十字軍参加を呼びかけた。ストラスブールでの演説により、500人ほどの騎士が十字軍への参加を表明した。しかしフリードリヒは参加を拒否した。ケルン大司教フィーリップ1世との紛争を抱えていたからだ。しかしその一方で、当時同盟関係にあったフランス国王フィリップ2世に対して使節団を派遣し、十字軍に参加するよう強く促したという。12月25日、フィリップとフリードリヒはティール大司教ジョシウスやアンリ・ド・マーシーの立会のもとで個人的に面会し、フリードリヒは直接フィリップ2世を説得しようと試みた。しかしフィリップ2世の説得は失敗した。この頃フィリップ2世はイングランド王国との間に紛争を抱えていたからである。

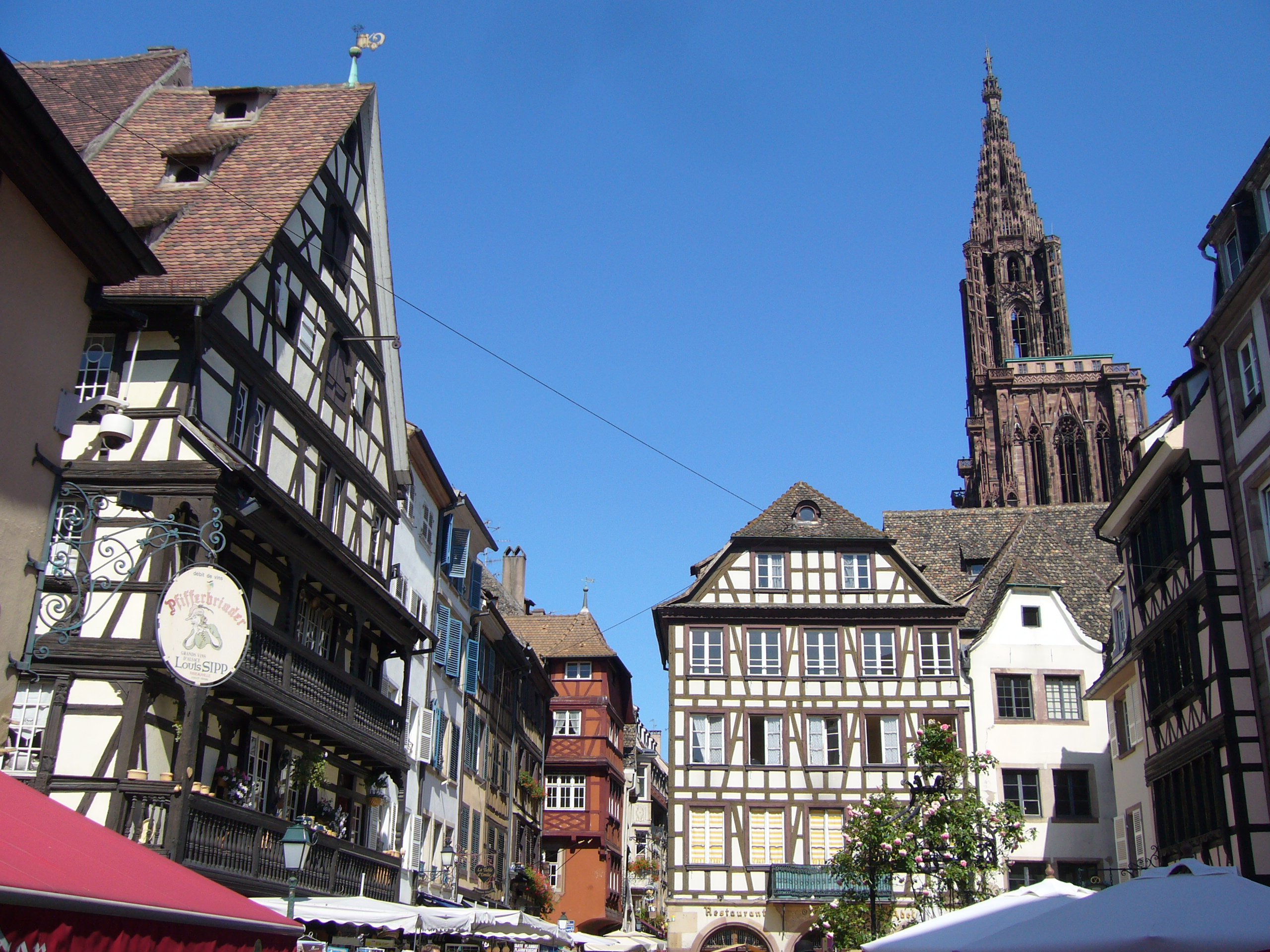
ストラスブールの街並み

フリードリヒは1188年3月27日、マインツにて帝国議会を開催した。会議の目的にちなんで、この議会はキリスト会議と名付けられた。神聖ローマ帝国と対立が続いていたケルン大司教はフリードリヒ1世に従属し、帝国に平和が訪れた。そして遂に、フリードリヒ1世は十字架を掲げ聖地への遠征を決意した。フリードリヒ1世の遠征には彼の息子のシュヴァーベン大公フリードリヒ6世 が付き従い、また他にもボヘミア公フリードリヒ やオーストリア公レオポルト5世、テューリンゲン方伯ルイス3世  といった諸侯やそれ以下の下級諸侯たちが従った。

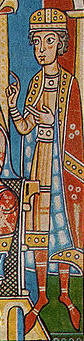
若きシュヴァーベン大公フリードリヒ6世

十字架を掲げたのち、フリードリヒ1世は「 異教徒に対する大々的な軍事遠征 」を宣言した。そして1188年4月17日から1189年4月8日までの期間を遠征準備期間とし、1189年4月23日（ゲオルギオスの日）にレーゲンスブルクに全軍を招集する手筈を整えた。また、十字軍が遠征途中に規律をなくした集団へと堕落しないように、参加者はそれぞれ最低3マルクの所持を義務付けた。当時の経済事情的に、個人が2年間生活するのに3マルクあれば十分であったからである。

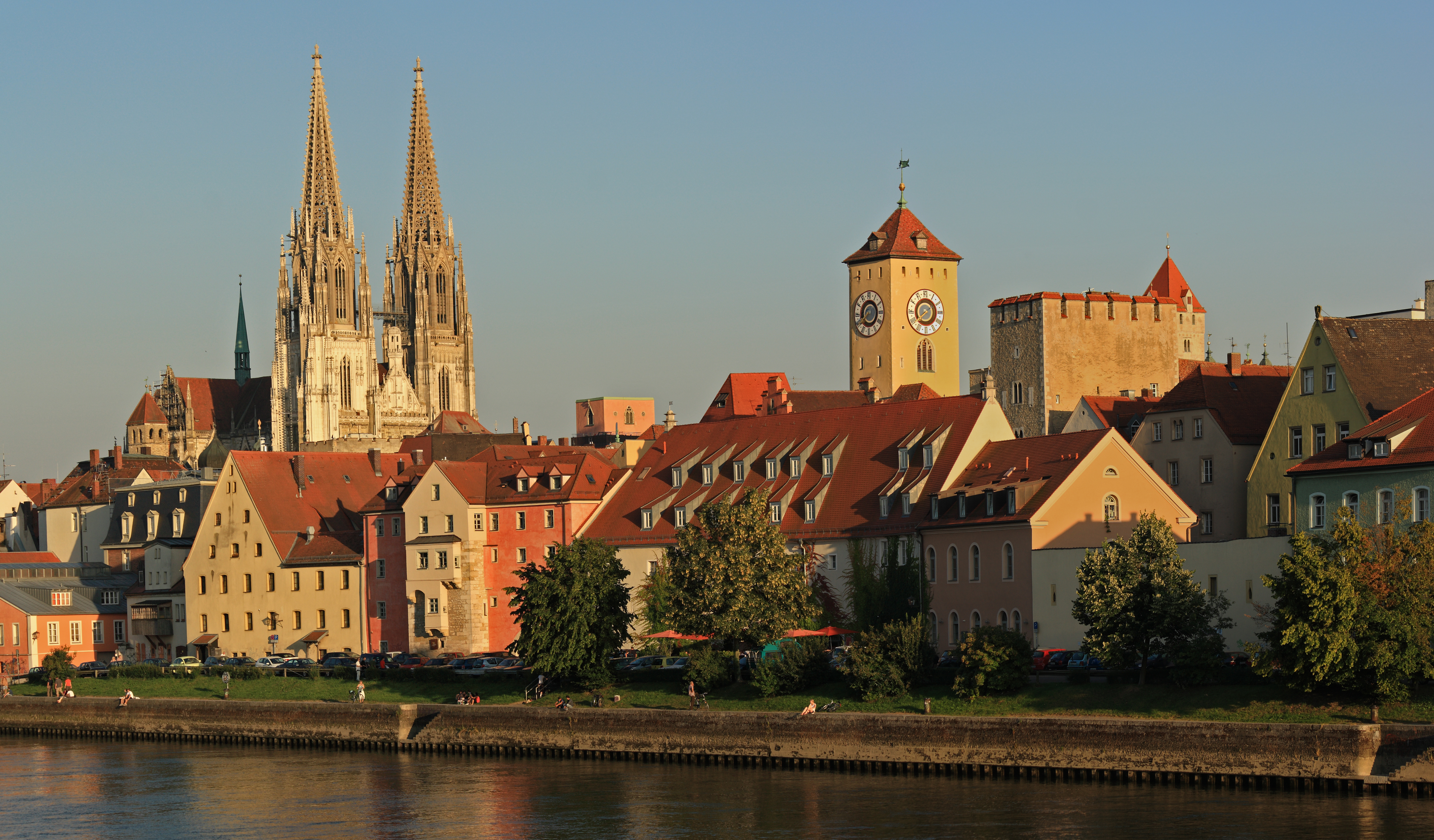
レーゲンスブルクの街並み

### ユダヤ人を守れ
フリードリヒ1世はストラスブールにて、ドイツに居住するユダヤ人に対して十字軍遠征のための課税を行なった。そしてユダヤ人を彼の保護下に置き、いかなるユダヤ人に対して説教をすることを禁止した 。第1回十字軍や第2回十字軍はユダヤ人に対する虐殺のせいで台無しになってしまっていた。また、第3回十字軍の際もイングランドではユダヤ人虐殺事件が発生した。しかし、フリードリヒ1世の対処のおかげでドイツにおいて、かつてのような凄惨なユダヤ人虐殺事件が起きることはなかった。
1188年1月29日、群衆がマインツのユダヤ人居住区に雪崩れ込み、多くのユダヤ人が皇帝直属の城砦ミュンツェンベルク城に逃げ込むという事件が起きた。またマインツではキリスト会議に関係する更なる事件が発生した。マインツにおけるラビ Moses ha-Cohen によれば、3月9日に開催されるキリスト会議に参加するために各地から人々が集結しだす頃合いより、比較的小規模な事件が起きたとされる。3月26日、熱狂した一般群衆がユダヤ人居住区に乱入した。この狂乱めいた群衆たちは皇帝配下の指揮官ハインリヒ・ヴォン・カルデンにより鎮圧された。皇帝の元に逃げ込んだラビはフリードリヒ1世と面会し、フリードリヒ1世は帝国内に勅令を発布。ユダヤ人を傷つけるか殺害するかした者は誰であれ処罰すると世に知らしめた。そしてフリードリヒとラビたちは街の大通りに共に現れ、ユダヤ人は皇帝の庇護下に置かれていることを世に強調した。皇帝の元に逃げ込んでいたユダヤ人たちは4月の終わりまでには自分たちの居住区に帰っていった。

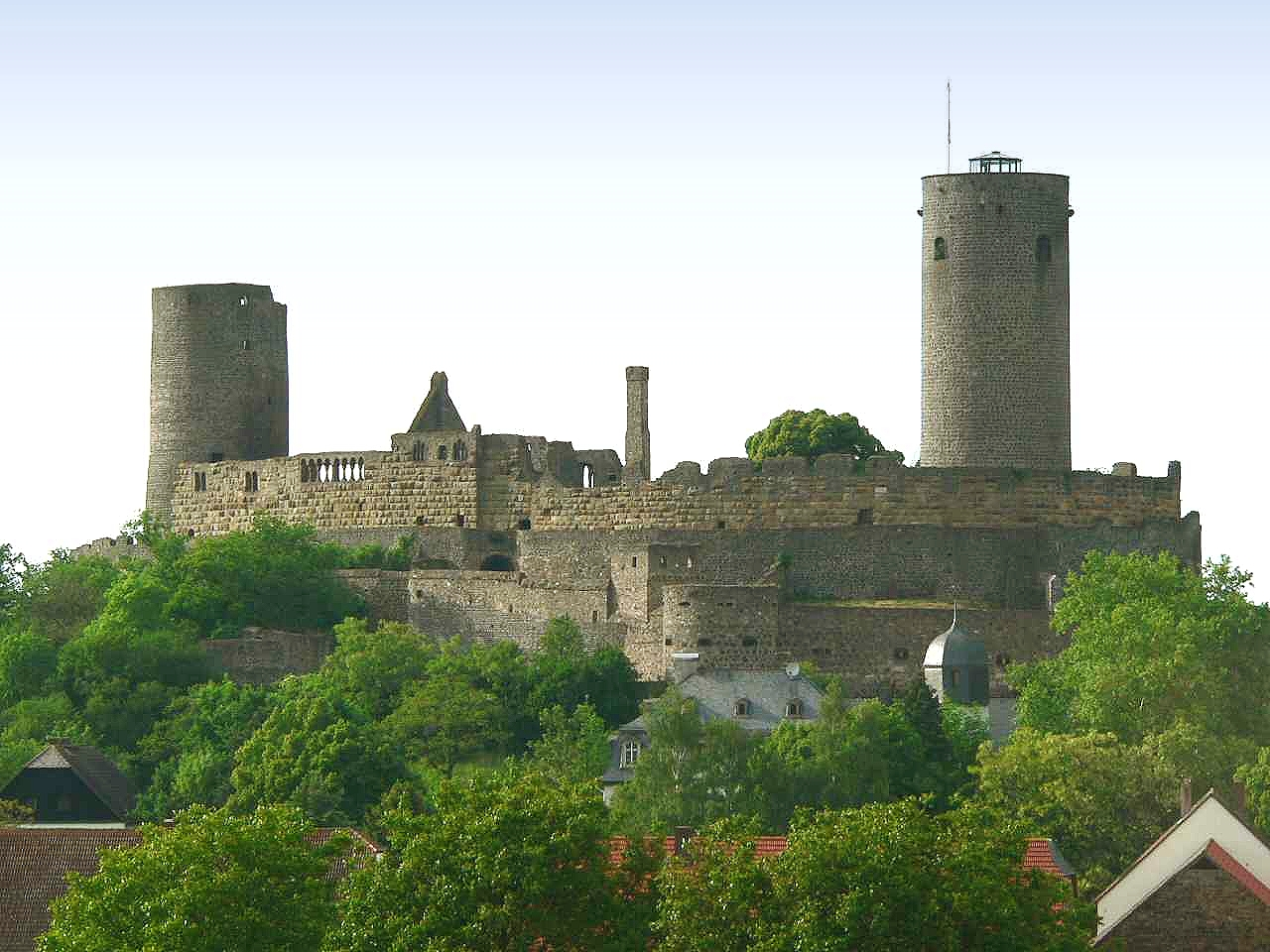
ユダヤ人が逃げ込んだミュンツェンベルク城

### 外交的準備

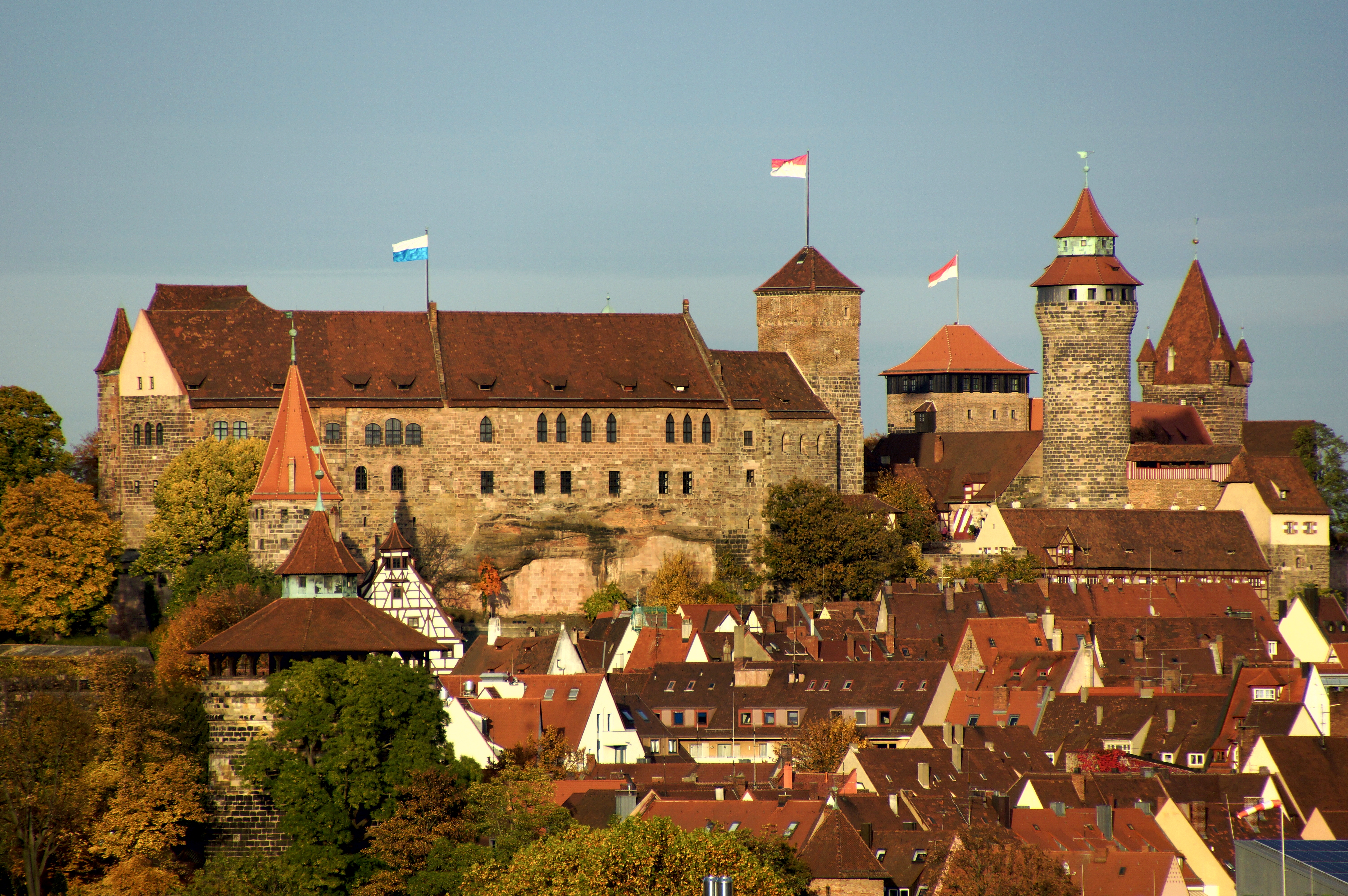
ニュルンベルクの街並み

ストラスブールでの集結が完了してすぐのこと、フリードリヒは聖地までの経路を確保するために進軍経路上の国々に使節団を派遣した。マインツ大司教コンラートをハンガリー王国に、Godfrey of Wiesenbachをセルジューク・トルコ朝に、また名前の残っていない使節をビザンツ帝国へと派遣した。彼はまたアルメニア王レヴォン1世に対して代理人を派遣したともされている。
また、フリードリヒ1世は1175年にサラディンの友好条約を締結していたため、サラディンに対して両者間の友好関係の終焉を知らせる必要があると認識していた。1188年5月26日、フリードリヒはディーツ伯ハインリヒ2世をサラディンの元に派遣し、最後通牒を示した。それによれば、フリードリヒはサラディンに対して、十字軍から奪い取った領土からの撤退・聖十字架の聖墳墓教会への返還・先の戦でサラディン軍が殺害したキリスト教徒への謝罪を要求し、さもなければ友好条約が破棄されることを伝えた。

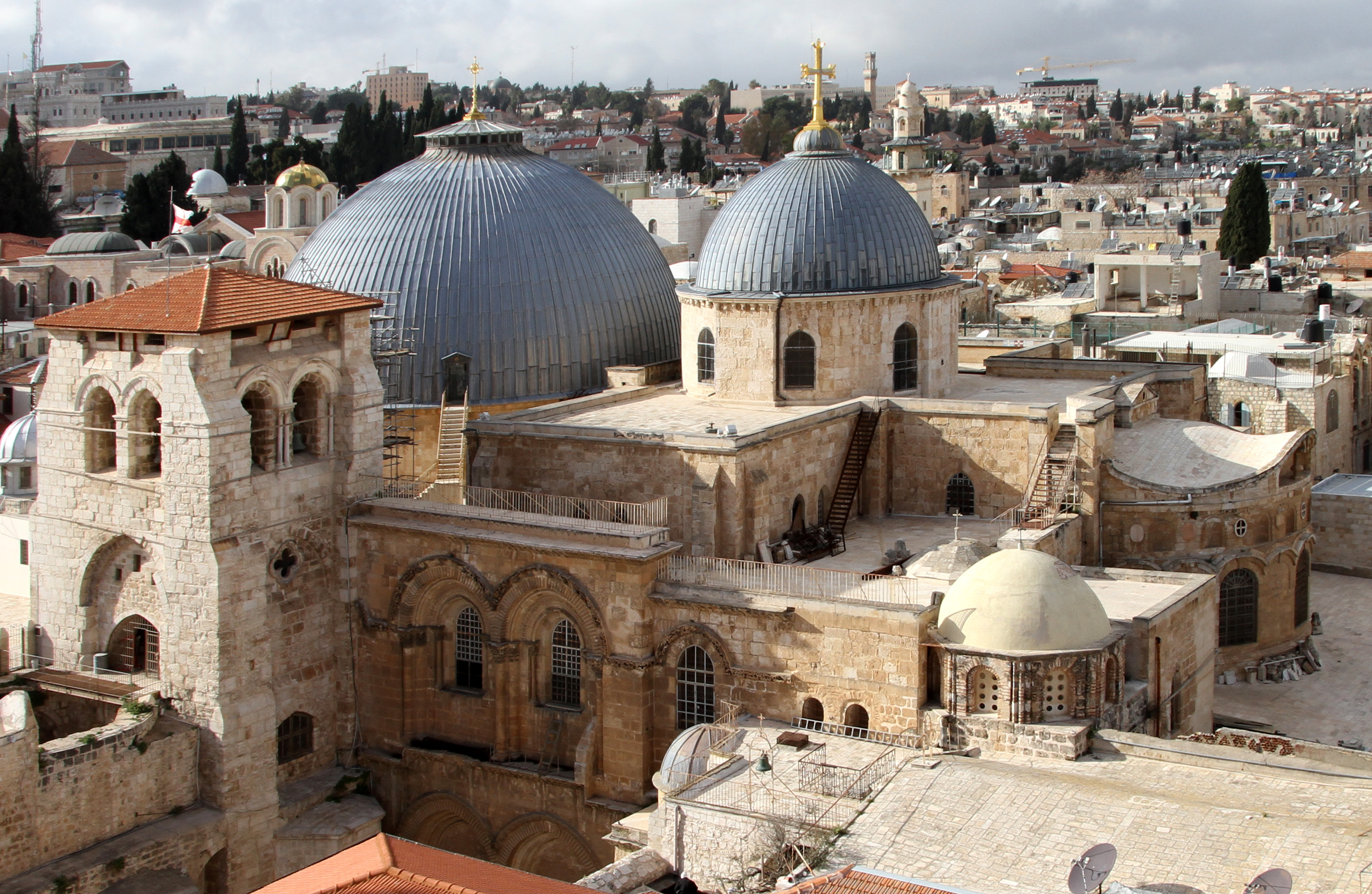
聖墳墓教会

1188年のクリスマスから数日経った頃、フリードリヒ1世はハンガリー王国・ビザンツ帝国・セルジューク朝、そしてアイユーブ朝からの返答の使節とニュルンベルクで応対した。セルビアの大公ステファン・ネマニャからの使節に至っては、大公自身がニシュにてフリードリヒ帝を出迎える旨を皇帝に伝えた。またビザンツ帝国からの使者ヨハネス・カマテロスとの協議の末、両帝国間でも合意に達した。しかしその合意によれば、Godfrey of Würzburg・シュヴァーベン大公フリードリヒ・オーストリア公レオポルトがビザンツ皇帝に対して道中における善行を誓う必要があった。合意締結後、ミュンツァー司教ヘルマン・ナッサウ伯ルパート3世・ローマ皇帝侍従マークワード・ディーツ伯のハインリヒ3世、そして多くの取り巻きたちはビザンツ帝国に派遣され、遠征に関する準備を進めた。

### 軍を集めよ
1187年12月、ストラスブールに軍勢が集結した。ゴッドフリー司教はフリードリヒ1世に対して、陸路ではなく海路で聖地に向かうよう要請した。フリードリヒ1世はゴッドフリーの要請を却下し、教皇クレメンス3世はゴッドフリー司教に対してそれ以上遠征経路に関する検討をしないよう命じた。しかし、結局のところ、多くのドイツ諸侯はレーゲンスブルクに集結するという取り決めを守らず、めいめいがシチリア王国へと進軍した。シチリアより聖地まで海路で自ら向かおうと考えていたからだ。フリードリヒはシチリア国王グリエルモ2世に書状を送り、海路で聖地に向かおうとする諸侯の入国を禁止するよう要請した。フリードリヒや教皇がここまで海路遠征を拒否したのは、サラディンがまもなく聖地における数々の港町を占領するだろうと予測しており、十字軍の遠征に支障をきたしかねなかったからである。
フリードリヒ1世は3人の諸王の中で最も初めに聖地に向けて出陣した君主であった。フリードリヒは5月7日〜11日の間にレーゲンスブルクに着陣した。十字軍は5月1日からレーゲンスブルクに集結し始めていた。彼は集結地点レーゲンスブルクにて彼を待っていた十字軍の少なさに落胆し、遠征中止を考えるほどだった。しかし、多国籍軍が既に進軍を開始しており、ハンガリー国境で皇帝軍の到着を待っているとの知らせを受けて気を取り戻した。
フリードリヒは1189年5月11日、2,000騎〜4,000騎の騎士を含む12,000人〜20,000人の軍勢を従えてレーゲンスブルクを出陣した 。当時編纂された年代記による推定によると、フリードリヒの軍勢は10,000人〜600,000人範囲の規模であったとされ、そのうち4,000騎〜20,000騎が騎士であったと見積もられている 。ドイツを出立したのち、フリードリヒの軍勢に新たな一団が加わった。当時のハンガリー国王ベーラ3世の弟ゲーザ王子とハンガリー人司教率いる2,000の軍勢である。そしてビザンツ帝国領を通過中にブルグンド人・ロレーヌ人の2軍団がフリードリヒ軍に参加した。フリードリヒがムスリムの領土に侵攻した際に率いていた軍勢は、ドイツを出立する際に率いていた軍勢を優位に上回っていたとされる。

### 苦難に満ちたバルカンの道

#### ハンガリー

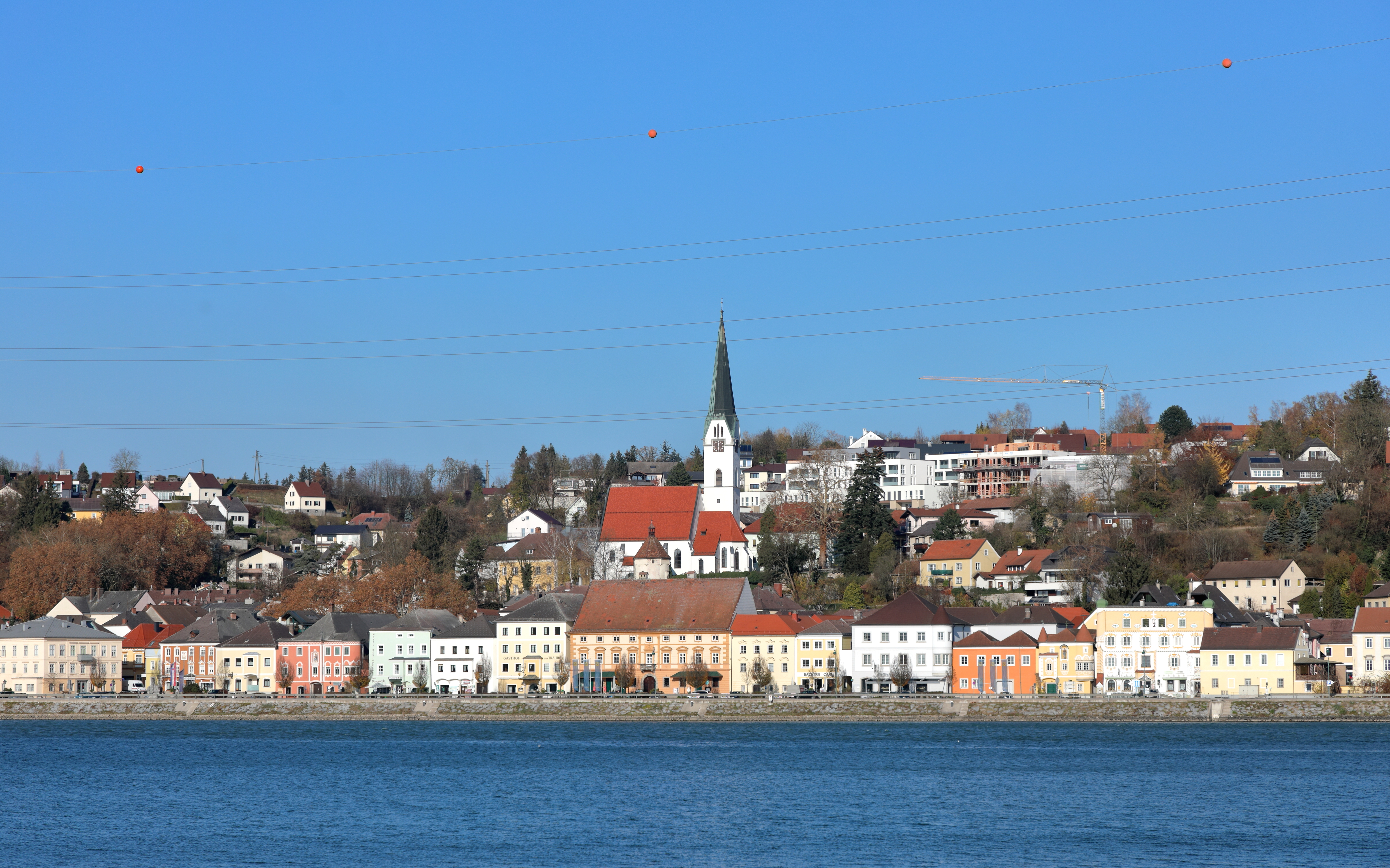
マウトハウゼンの街並み

フリードリヒは1189年5月11日、レーゲンスブルクを出発したが、帝国軍の多くはそれ以前に出陣し、ハンガリー王国の国境地帯に集結していた。5月16日、フリードリヒはマウトハウゼン近郊の村を焼き払うよう命じた。この村はフリードリヒの軍勢に対して不遜にも通行料を要求したからである。そしてフリードリヒは500人の兵士を軍規違反で追放した。5月28日、ブラチスラヴァ近郊で野営を張り、ペンテコステを祝う行事を開催した。ブラチスラヴァ郊外で野営中、フリードリヒは配下の将兵に対して道中の善行を強制する命令を発布した。ある年代記の言葉を借りれば、罪人に対する法を諸将に布告したという。それはある程度効果を発揮したと伝わる。

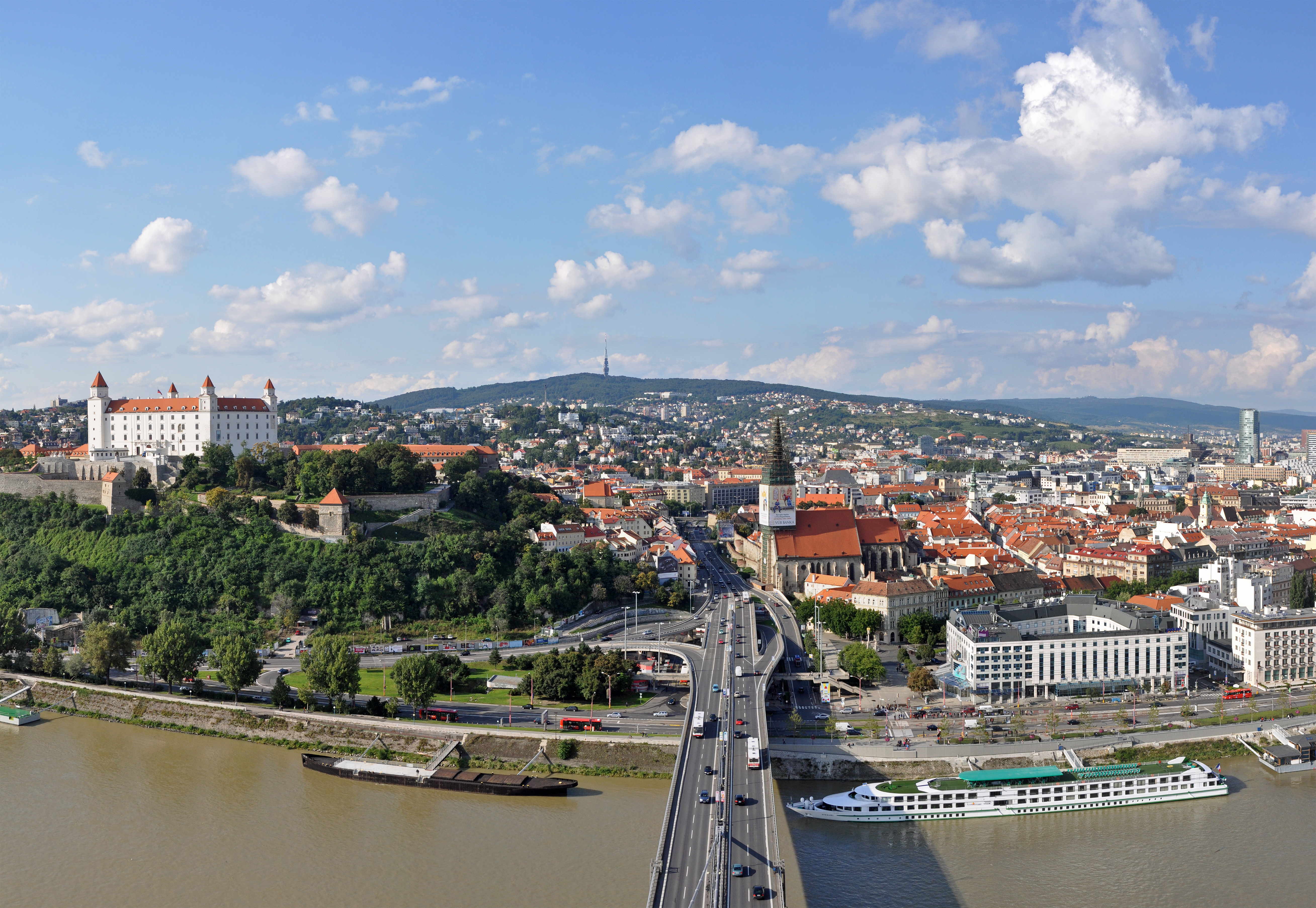
ブラチスラヴァの街並み。フリードリヒは近郊で野営地を張った。

ブラチスラヴァからエステルゴムに至る道中、ハンガリー王国の使節団がフリードリヒ軍をエスコートした。そして6月4日、ハンガリー国王ベーラ3世がエステルゴムでフリードリヒ1世を出迎えた。ベーラはフリードリヒに対して船舶・ワイン・パン・小麦を提供した。フリードリヒはエステルゴムに4日ほど滞在した。ベーラ3世はエステルゴムを出立するフリードリヒ1世に随行し、ビザンツ帝国との国境付近の街ベオグラードまで十字軍と共に歩を進めた。フリードリヒ軍はその地で複数の川を渡河したが、ドラーヴァ川・ティサ川を渡る際に軍中でいざこざが起きた。しかし6月28日にはサヴァ川を渡る際にはなんのトラブルも起こすことなく渡り切ることができた。ベオグラードに到着したフリードリヒは、その地で馬上槍試合を開催し、軍議を開き、自身の軍勢調査を行った。そしてビザンツ皇帝イサキオス2世アンゲロスに対して、帝国領に入ったことを知らせるための書状を認めた。

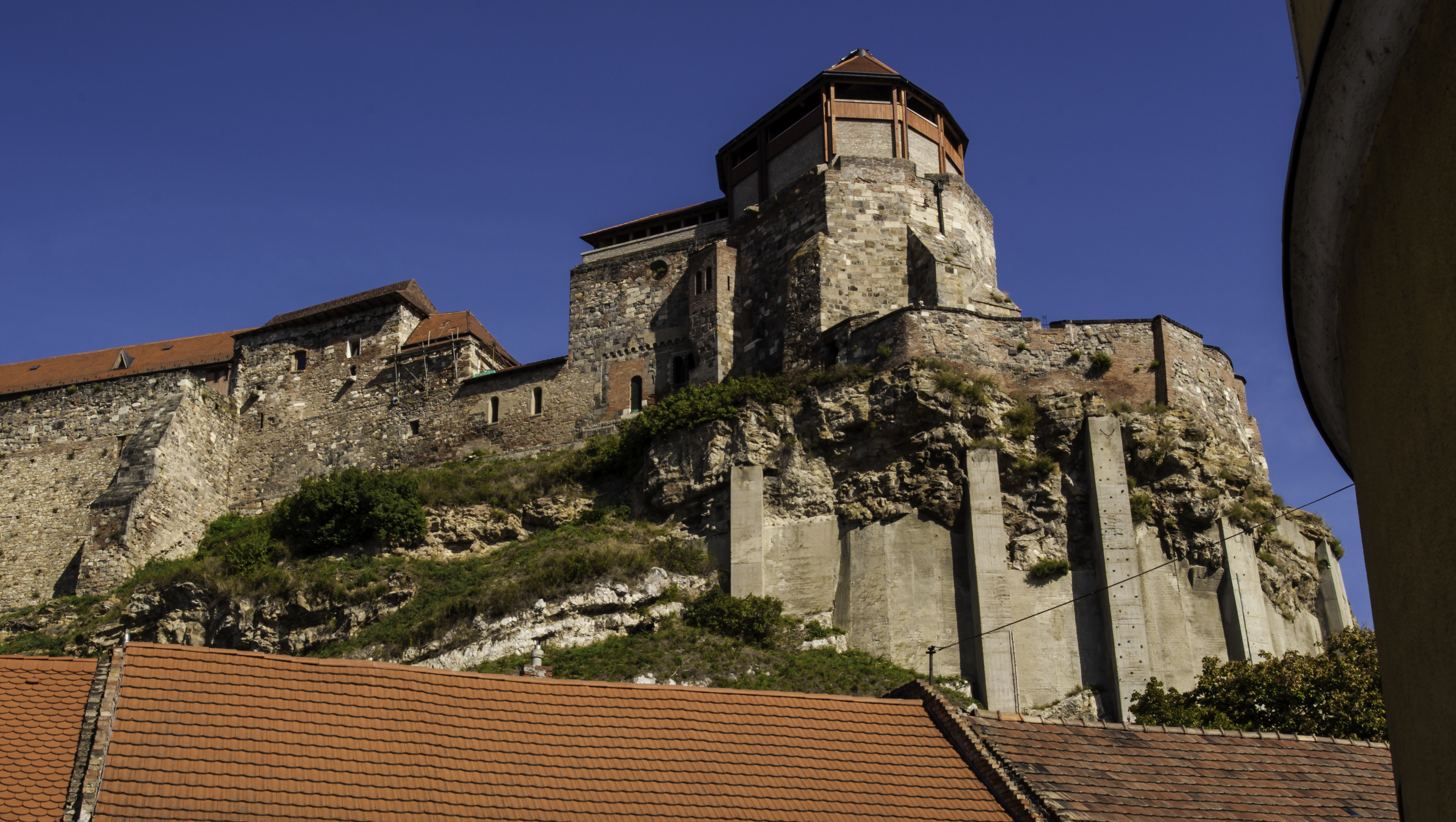
エステルゴムに今も残る城砦跡

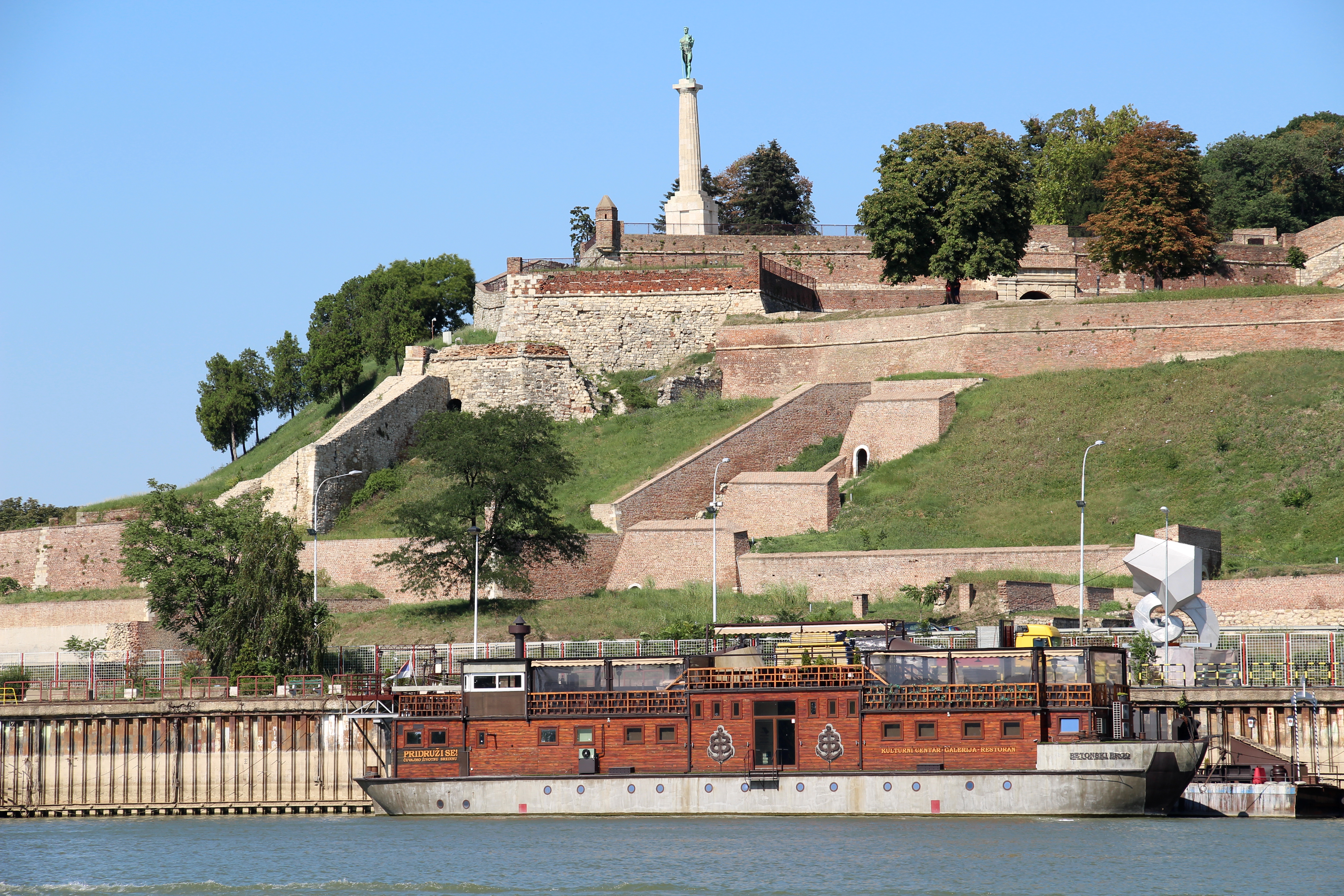
ベオグラードに残る城砦跡

#### ビザンツ帝国
7月1日、十字軍はいまだに随行していたハンガリー国王ベーラと共にベオグラードを出陣し、大モラヴァ川を渡河し、 ブラニチェヴォに向けて進軍した。ブラニチェヴォとは、かつてビザンツ帝国の支配下にあったベオグラードがセルビア人により破壊されたのち、この地域の地方統治機関が設置された街であった。ブラニチェヴォにてベーラ3世は十字軍を離れ、ハンガリーへと帰っていった。ベーラ3世は帰国する際、十字軍に馬車を提供し、代わりにフリードリヒは船舶をベーラに提供した。十字軍は今後ドナウ川を遡上する必要がなくなったためであった。

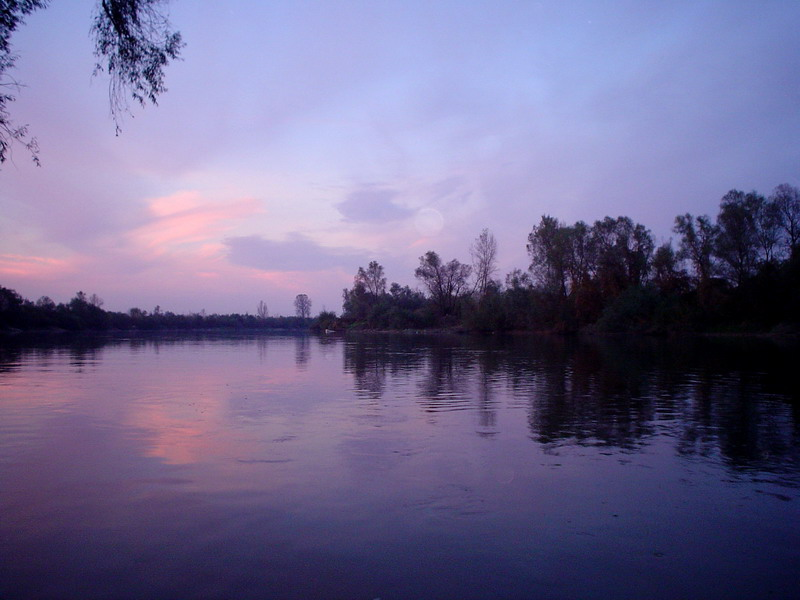
大モラヴァ川の眺め。

ブラニチェヴォにて、後から十字軍を追いかけていたアイモーネ大司教率いるブルグンド人部隊とメスからはるばるやってきた軍団がフリードリヒ軍と合流した。ブラニチェヴォ公はフリードリヒ軍に対して、8日分の兵糧を提供した。増援を加えたフリードリヒ軍は7月11日にブラニチェヴォを発ち、ミリタリス街道沿いに進軍し、コンスタンティノープルに向けて進んだ。途上、フリードリヒ軍は野盗の襲撃を頻繁に受けた。十字軍の文献によると、捕縛した野盗の1人はブラニチェヴォ公の差金で襲撃を行っていたことを告白したという。

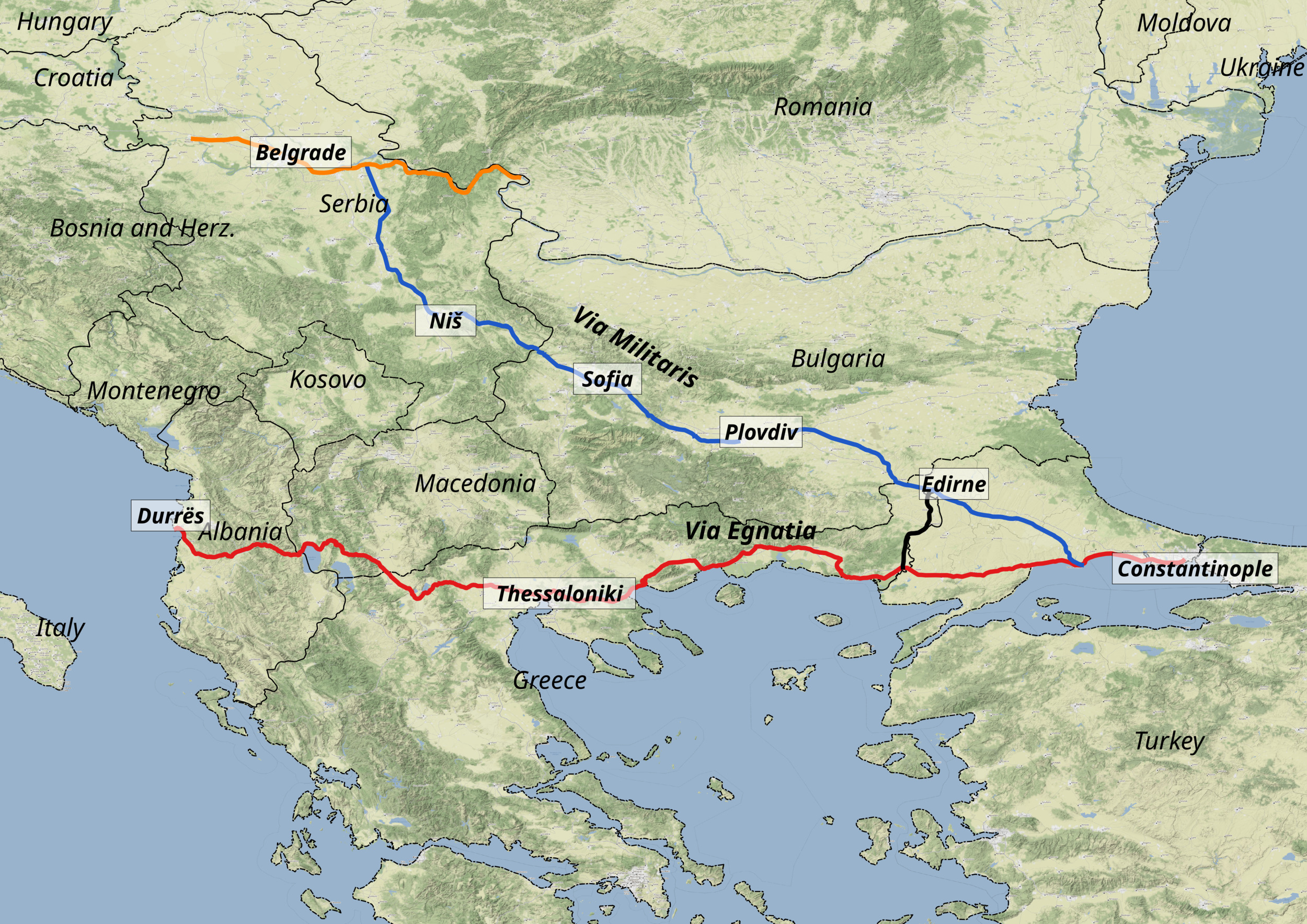
ミリタリス街道の地図

7月25日、フリードリヒはĆuprija滞在中にペーター司教率いる軍勢が遅れてハンガリーに着陣したとの知らせを受けた。そして同時に新たな問題が発生した。ビザンツ帝国・フリードリヒ軍との間の意思疎通の問題が明らかになったのだ。フリードリヒの使節団は先にコンスタンティノープルに辿り着いていたのだが、その頃イサキオス帝はフィラデルフィアで起きた反乱を鎮圧するために帝都を留守にしていたのだ。にもかかわらず、出陣前からやりとりしていたビザンツ帝国の貴族ヨハネス・カマテロスはフリードリヒに対して返書を送り、ソフィアの市場で物資などを取引することができるようになっている旨を伝えた。フリードリヒはハンガリー人のLectoforus伯爵を再びコンスタンティノープルに送り、帝都で何が起きているのか確認させようと試みた。

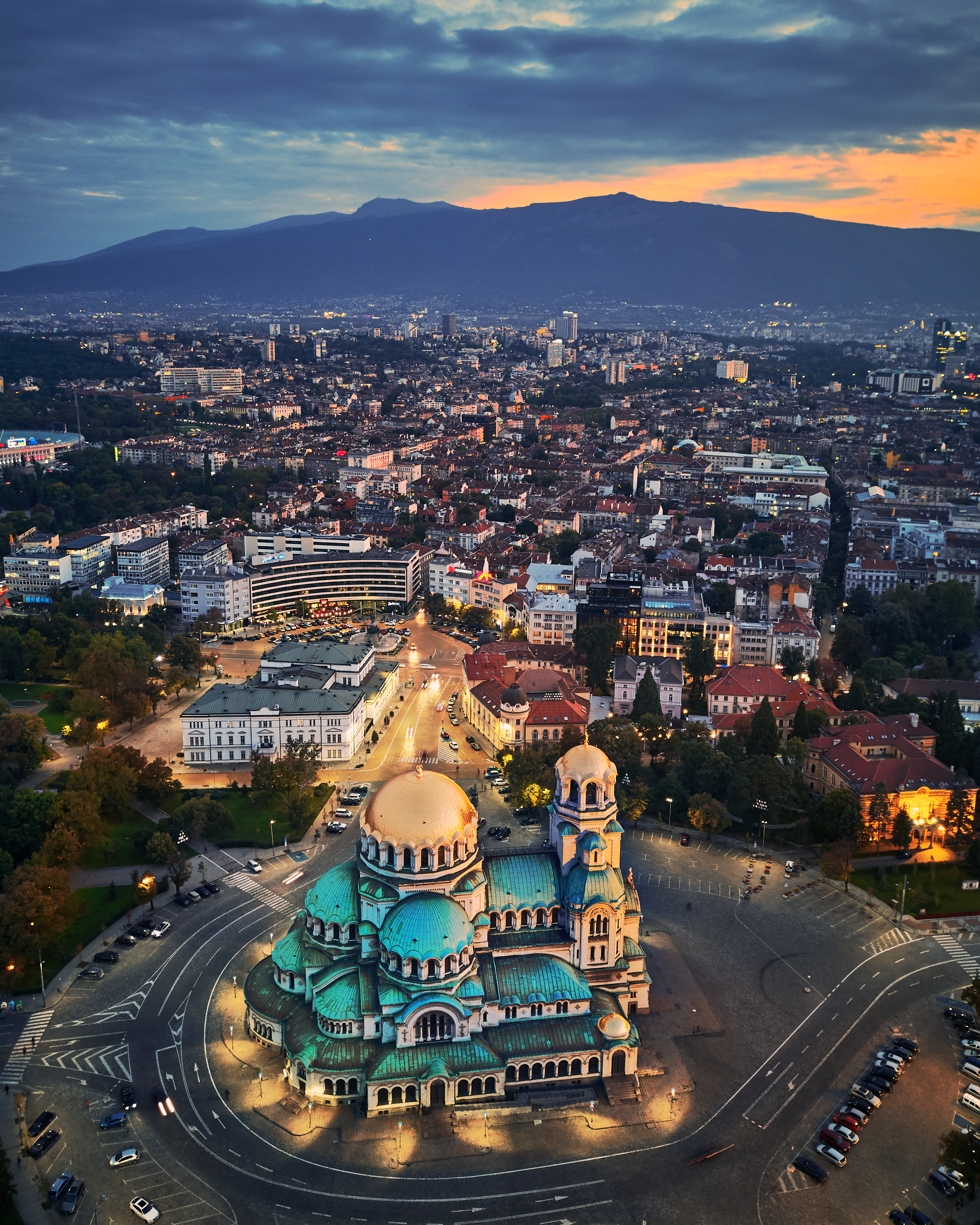
現在のソフィアの街並み

7月27日、フリードリヒはセルビアの大公ステファン・ネマニャに盛大に出迎えられて、ニーシュに入城した。ステファンはフリードリヒに対してセルビアにおける聖職叙任権を自身に授けるよう要請したが、フリードリヒはそれを断った。彼は聖地を巡礼するためにやってきたのであって、イサキオス帝の気分を害するようなことを避けたかったためだと考えられている。ニーシュではフリードリヒ配下の貴族メラーン公ベルトルトの娘とステファン・ネマニャの姪トルェン・オブ・ハムとの結婚式が行われた。またブルガリア皇帝ペタル4世からの使節と会見し、ブルガリア帝国の支援を受けた。しかし、ブルガリア帝国との同盟締結の要請は拒否した。フリードリヒは以上のように、バルカン半島におけるいざこざに巻き込まれないよう慎重に行動していたものの、ビザンツ帝国は既に彼らの行動を帝国に対する敵対行為と認識してしまっていた。

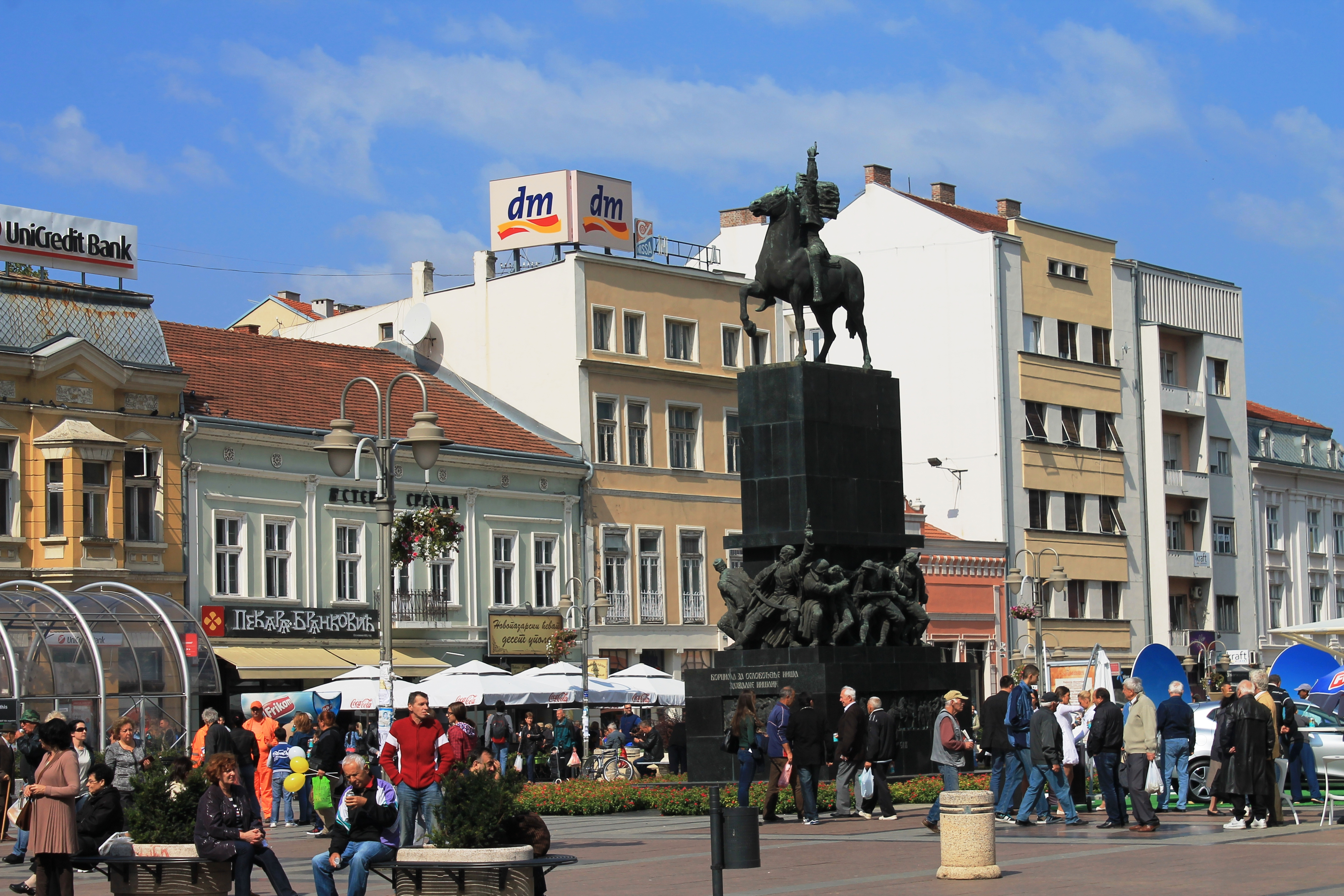
ニーシュの中央広場

ニーシュを立つ前に、フリードリヒはゴッドフリー司教に全軍の前で説教を施させ、軍規の遵守・周辺諸国との協調の重要性を兵士たちに説かせた。そして全軍を四つに分割した。全軍が一度に入国するとビザンツ帝国に圧力を与えてしまいかねないためである。最後尾の軍団はバーデン辺境伯ヘルマン4世・フォーブルク伯ベルトルト3世の支援のもとシュヴァーベン大公が率い、2つ目の軍団はそれぞれの旗手が率いるハンガリー部隊とボヘミア部隊で構成され、3つ目の軍団はパッサウ司教ティオベルト・ヴォン・ベルクの支援のもとメラニア公が率い、そして4つ目の軍団はフリードリヒ自身が率い、旗手にはコンスタンティノープルに使者として派遣中でその頃不在ではあったが、ナッサウ伯ルパートを任命した。
十字軍は7月30日にニーシュを旅立ち、8月13日にソフィアに着陣した。ソフィアの街のほとんどは放棄されており、ビザンツ帝国の出迎えの使節もおらず、先のビザンツ貴族からの返書に記されていたような市場も存在しなかった。翌日、十字軍はソフィアを出立し、遅れて進軍していたPeter of Brixeyの率いるロレーヌ人部隊はフリードリヒ軍本体に合流した。十字軍はコンスタンティノープルに向かうためにトラヤヌス門と呼ばれる峠を通過する必要があったが、その峠はビザンツ帝国軍約500人によって防御されていた。ディエポルドによると、フリードリヒ軍の斥候隊を見かけたトラヤヌス門守備隊はそそくさと撤退したという。しかし遠征の歴史という書物によればフリードリヒと彼の部下の小規模な騎士軍団としばらく戦った後に撤退したという。8月20日、フリードリヒ軍はパザルジクに到着し、その地で大量の補給物資を手に入れた。

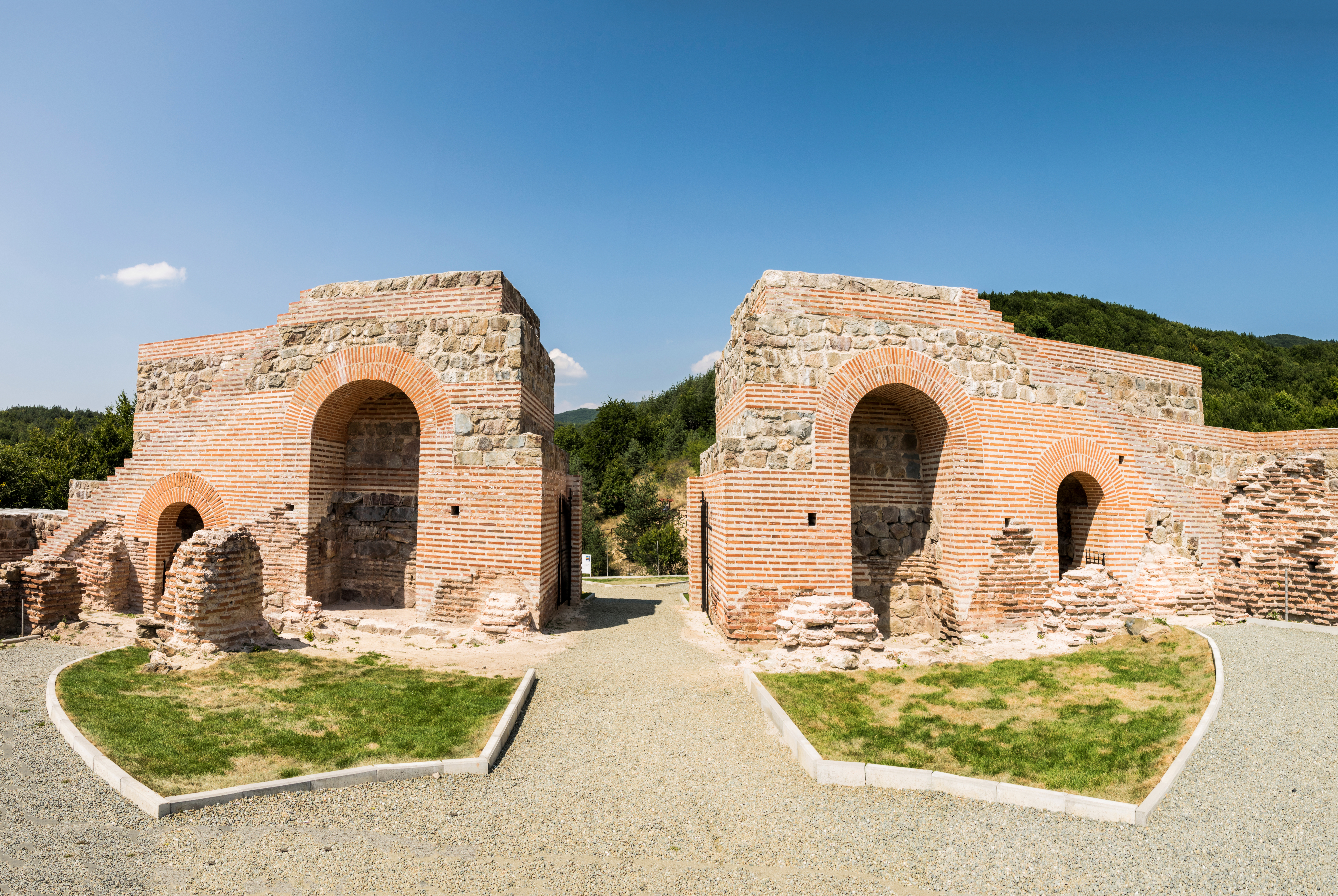
トラヤヌス門に残る要塞跡

### ビザンツとの紛争
フリードリヒによりコンスタンティノープルに派遣されていたハンガリー人のLectoforus伯爵はパザルジクにてフリードリヒと再開し、彼の率いる使節団がビザンツ帝国から受けた不遜な仕打ちをフリードリヒに伝えた。8月24日、十字軍はプロヴディフにたどり着き、その地に駐屯していたビザンツ帝国軍は十字軍の接近に伴い撤退した。8月25日、先のLectoforus伯爵の報告が正しかったことが判明した。その報告とは、『ドイツ出陣前にコンスタンティノープルに派遣していたミュンツァー司教ヘルマン・ナッサウ伯ルパート3世・皇帝侍従マークワード・ディーツ伯のハインリヒ3世らが、コンスタンティノープルにてビザンツ側に所有物を奪い取られた挙句、アイユーブ朝の使節の前で公然と恥をかかされるという事件が起きていた』ということだ。同日、ビザンツ帝国からジェームズ・オブ・ピサという使者がプロヴディフに派遣され、イサキオス帝からの書状をフリードリヒに渡した。この書状では神聖ローマ皇帝であるフリードリヒ1世のことを敢えて「 ドイツ王 」と言及しており、また、フリードリヒの息子を東ローマ皇帝の座に据えようという秘密裏の企みについて厳しく非難する文言が並べられていた。にもかかわらず、イサキオスは1188年12月にフリードリヒと締結した合意の遵守をその書状で提案した。もちろん、「イサキオスが、それまでに収監していたフリードリヒの使節団に加えてシュヴァーベン大公と6人の司教を含む人質をフリードリヒから受け取った場合、十字軍のダーダネルス海峡通過を許可する」という条件付きであった。イサキオス2世への返答として、フリードリヒは「使節団が解放されてからでないとその条件は受け入れない」と返答した。
遠征の歴史によると、イサキオス2世からの不遜な書状を受け取った時点で十字軍ービザンツ帝国間の友好関係は破綻していたという。そのやりとりを終えたのち、十字軍はビザンツ帝国内の都市の略奪を開始し、焦土戦術を取った。8月26日、十字軍はフィリッポポリスを攻め落とし十分な量の補給物資を手に入れた。フリードリヒは彼らから最も近くに駐屯していたビザンツ帝国軍将軍 マヌエル・カミツェスと意思疎通を図った。マヌエルからの返答がなかったため、8月29日、フリードリヒ率いる十字軍はマヌエルの軍勢と戦闘し、50人のビザンツ兵を殺害した。その翌日、または1週間後、シュヴァーベン大公フリードリヒとベルトルト公は抵抗を受けることなくヴェロイアを占領した。またハインリヒ・ヴォン・カルデンはScribention城を占領し、ディエポルド司教とベルトルト公の軍勢は他の2つの街と10ほどの城砦を占領したという。この時点で、現地に住むアルメニア人とブルガール人たちはフリードリヒ1世に忠誠を誓い、十字軍が滞在する期間中フィリッポポリスで市場を開催し続けることを誓った。十字軍は11月5日までその地に滞在し続けた。

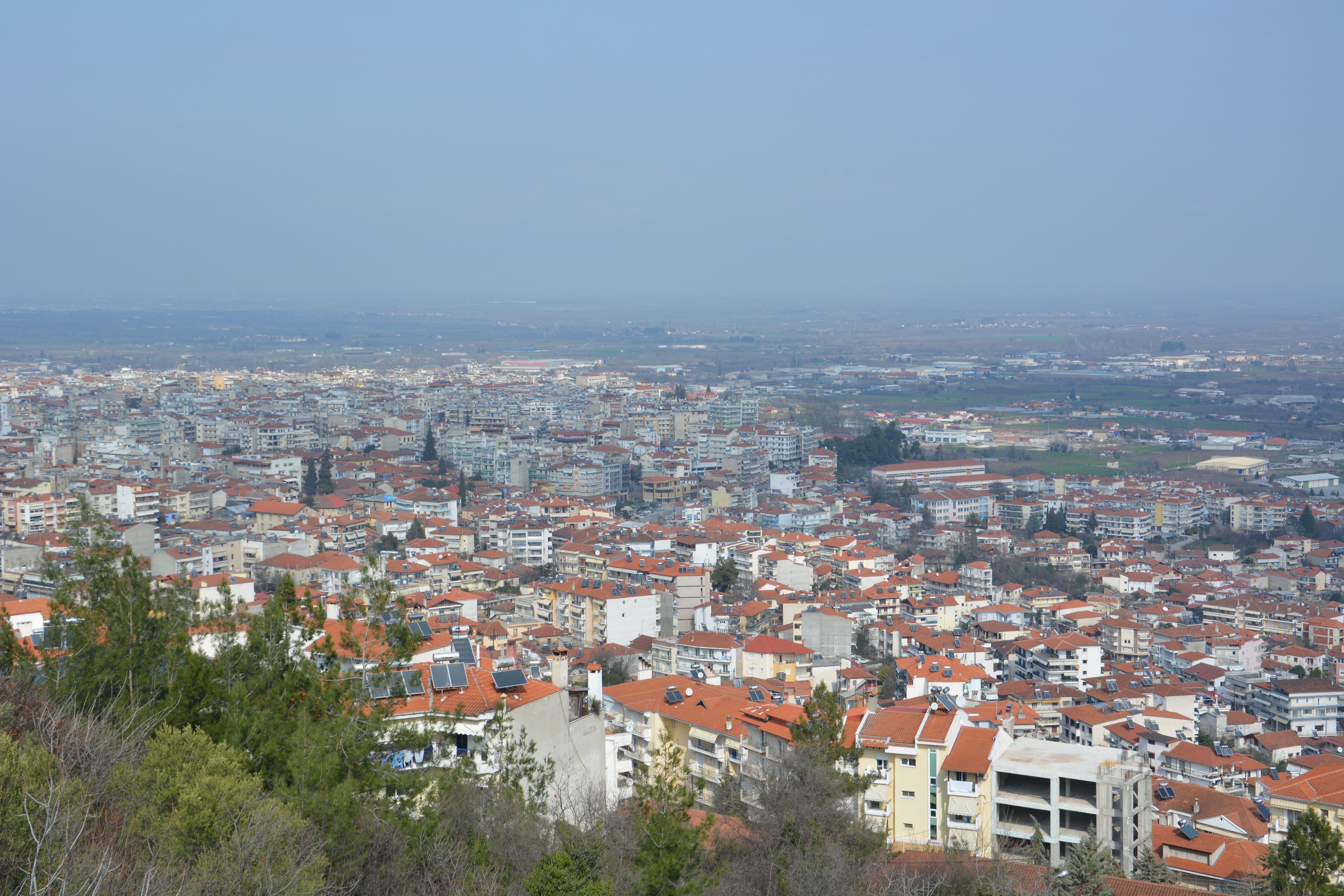
ヴェロイアの街並み

ビザンツ皇帝イサキオス2世はカミツェス将軍に対して、十字軍を追跡し彼らの掠奪部隊に絶えず攻撃を仕掛け続けるよう命じた 。1189年11月22日頃、カミツェス将軍率いる約2,000騎のビザンツ軍が、フィリッポポリス付近にいた十字軍の補給部隊に対して奇襲を仕掛ける手筈を整えて、陣を敷いて待ち構えていた。一方の十字軍はビザンツ軍が奇襲を計画していることを現地民から聞き及んでいたため、5,000騎の軍勢を整えビザンツ軍の野営地に向けて進軍させていた。両軍はバッタリ遭遇して戦火を交えた。そしてカミツェス将軍は十字軍に敗れて逃げ延びた。この事件を生で見ていたビザンツの歴史家ニケタス・コニアテスは、ビザンツ軍はオフリドまで逃げ行きて、カミツェスは戦闘から3日経ってやっと自軍と合流したと記している。

### トルコの領土へ
そうこうしているうちにアナトリアにたどり着いたフリードリヒは、出陣前に締結した合意に基づいてルーム・セルジューク朝の領土内での身の安全を約束されていたものの、散発的に攻撃を仕掛けてくるトルコ人弓騎兵によるヒット・アンド・ラン戦法に苦しめられた。そして1190年5月7日には、フリードリヒ率いる2,000の十字軍が10,000ほどのセルジューク軍をフィロメリオンの戦いで撃破した。この戦いでは4,174人〜5,000人のトルコ人が殺害されたという。その後もトルコ人の襲撃が続いた。フリードリヒは自軍の兵糧などを補充するため、セルジューク・トルコの首都イコニウムを征服することを決意し、1190年5月18日、十字軍はイコニウムの戦いでトルコ軍を撃破し、その都市を蹂躙して3,000人のトルコ兵を殺害した。

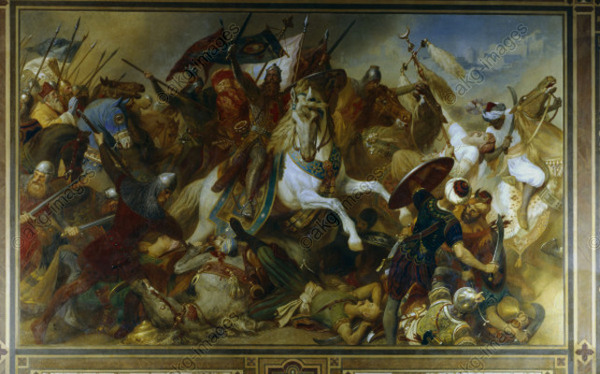
イコニウムの戦い

1190年7月10日、ギョクス川を渡河中、フリードリヒの軍馬が足を滑らせ、フリードリヒは岩に向けて放り出された。そして彼はその川で溺れてしまった。フリードリヒの死後、彼に付き従ってきたドイツ諸侯は次の皇帝を選出する会議に参加するために海路でドイツに帰国した。フリードリヒ1世の息子のシュヴァーベン大公フリードリヒ6世は残った5,000の兵士を連れてアンティオキアへと向かった。フリードリヒ1世の死体は茹でられて肉を取り除かれ（そうすることで衛生的に遺骨を母国まで送還できるため）、聖ペテロ教会に埋葬された。彼の遺骨は鞄に入れられ、十字軍と共に遠征した。しかし、アンティオキアにてドイツ軍中で風邪が流行り、兵力はより減少してしまった。若きフリードリヒ大公は同族のコンラート1世の補佐のもとでアッコまでたどり着くことができた。またその途中でティールに立ち寄り、父フリードリヒ1世の遺骨を荼毘に付した。この遠征では帝国軍は当初の目標であるエルサレム奪還を成し遂げることはできなかったが、セルジューク朝の首都を占領しセルジューク軍を多く殲滅したことにより、イスラム教国であるセルジューク朝に対して多大なる軍事的被害を与えることができた。

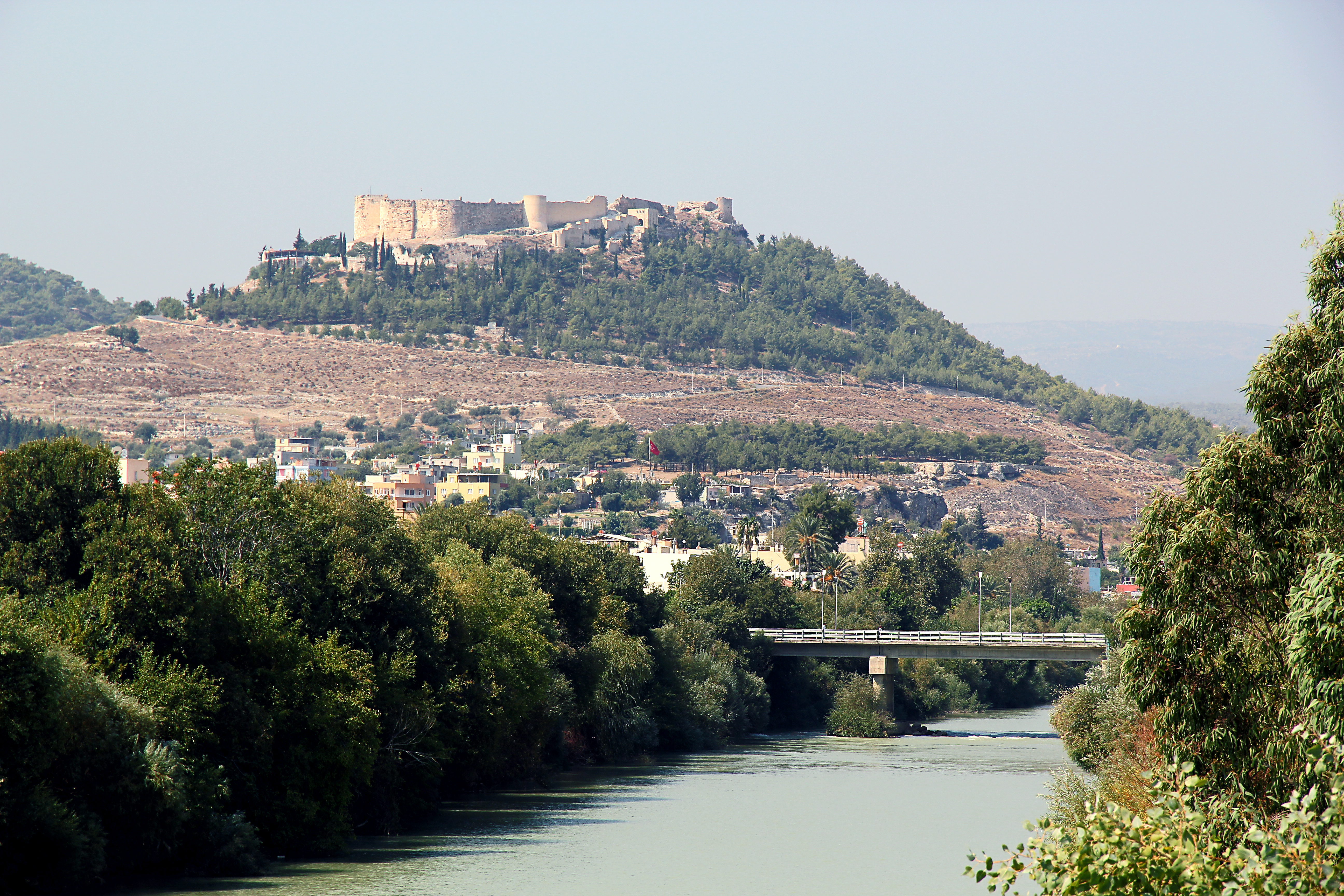
ギョクス川と麓の城

## 海洋十字軍
フリードリヒ1世の陸路による十字軍遠征が行われている頃、ヨーロッパでは海路による2つの十字軍遠征が取り行われていた。この2つの遠征は1189年春〜秋にかけて別々に行われたとされ、北ヨーロッパから海路で聖地まで向かうという計画であった。それに加えて、小規模で記録すら残っていないような海路による十字軍遠征が何度も行われた可能性もある。そのうちのいくつかの遠征は早くも1188年ごろから行われていたかもしれない。
上記の2つの遠征のうち最初に出撃した艦隊は、イングランドから出港しレバントに向けて進軍したものとされている。この艦隊は出港時点でイングランド王国・デンマーク王国・フリース人部隊・フランドル伯国・ホラント伯国・ラインラントなどから集結した、出自が様々な兵士たちが既に参加しており、50〜60隻の船に10,000人ほどの兵士たちが搭乗していた 。この大艦隊は途中リスボンに停泊し、ムワッヒド朝支配下の街アルヴォルになだれ込んで、現地民を虐殺しムワッヒド朝の守備隊を殺戮した。この艦隊はその後も進軍を続け、9月1日にアッコに着陣した。
上記の2つの遠征のうち最後に出撃した艦隊は、より詳しく記録されている。De itinere navaliという短い目撃談を元とした文献が現存しているからである（文献の詳細はen: De itinere navaliを参照）。この文献は主に平民によって構成されている。この艦隊は4月に11隻の艦隊でドイツを出航した。そして7月頭にリスボンに到着した。そして5月ごろにイングランドを出航したイングランド艦隊とリスボンで合流したことで、この艦隊の兵力は増強された。そしてリスボンにて、現地でレコンキスタに勤しんでいたポルトガル国王サンシュ1世から説得され、彼のシルヴェス遠征に参加した。十字軍はその後シルヴェスを攻撃し、続いてリスボンに到着したブルターニュ艦隊・ガリシア艦隊と合流し、艦隊は総勢38隻の艦隊になった。シルヴェスは45日後、十字軍に降伏した。その後、十字軍艦隊は進軍を再開し、1190年4月〜6月の間にアッコに着陣した 。Narratio de primordiis ordinis theutoniciと呼ばれる文献によると、この艦隊を構成したコグ船は聖地到着後に解体され、船の木材と帆は現地に野戦病院を建造する際に用いられたとされ、その病院組織がのちのチュートン騎士団の元になったと伝わっている。
当時のイスラムの歴史家イブン・アダリの記した歴史書en: Al-Bayan al-Mughribによると、ある十字軍の北方艦隊が1190年春、ムワッヒド艦隊とジブラルタル海峡沖で交戦したと記されている。この海戦はムワッヒド朝の勝利に終わり、十字軍兵士は殺害されるか捕虜に取られるかした。この艦隊はおそらくポルトガルで冬営していたのだろう。この事件はキリスト教徒側の資料には記されていない。また、1190年夏には、イングランド艦隊から逸れてしまった一隻の軍船がシルヴェスに辿り着いたという記録も残っている。この頃、シルヴェスはムワッヒド朝に包囲されており、シルヴェスに立てこもっていたニコラス司教（ニコラスは1189年の遠征にも参加していた）の要請に基づき流れ着いたイングランド軍船の船員たちはシルヴェスに共に籠城し、防衛戦に参加した。なお、この防衛戦は成功に終わった。

## リチャードとフィリップの十字軍
1188年1月、対立を深めていたイングランド国王ヘンリー2世・フランス国王フィリップ2世はジゾールで面会し、両王国間の戦争を止め、共に十字軍に参加することを取り決めた。両国王はサラディン税と呼ばれる新たな種類の税を制定し、聖地への遠征費をそれで賄った。そしてブリテン島では、カンタベリー大司教ボールドウィンがウェールズを周遊し3,000人の兵士を説得し、彼らを十字軍に参加させた。このことは当時のウェールズの歴史家ジェラルド・オブ・ウェールズの著作にも記されている。ボールドウィンはその後リチャード1世の遠征に随行し、聖地で亡くなった。

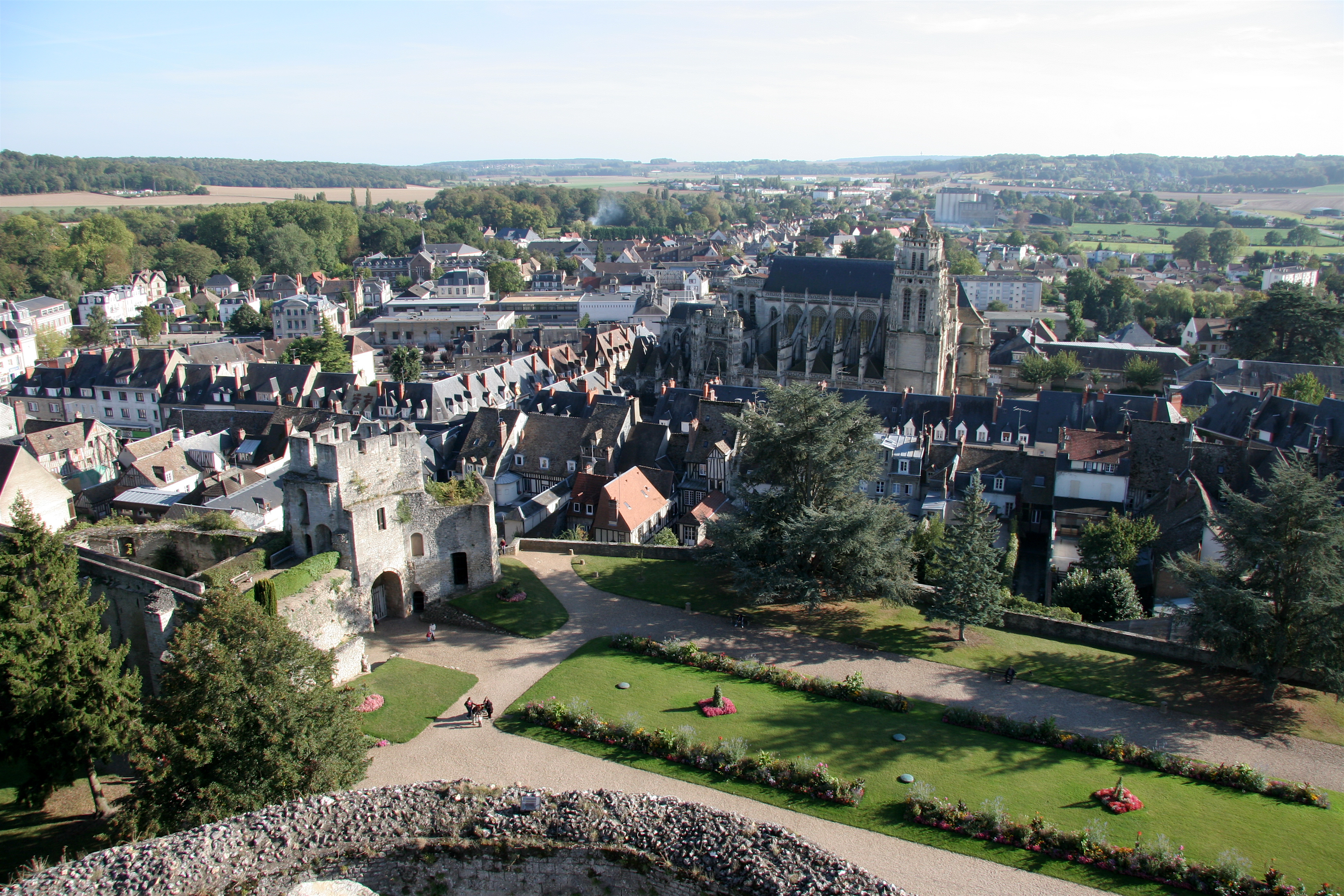
ジゾールの街並み

### 聖地までの道のり
1189年7月6日、イングランド王ヘンリー2世が崩御した。ヘンリー2世の息子リチャード1世がイングランド王位を継承し、間髪入れずに十字軍遠征のための資金を集め始めた。この間に、リチャード1世配下の軍勢の一部が数回に分けてイングランドから旅立って行った。1190年4月、リチャード王の艦隊はサブレ領主ロベール4世・リシャール・ド・カンヴィレの指揮の下でダートマスを出航し、リチャード1世との合流地点であるマルセイユを目指して進軍した。途中、艦隊の一部はポルトガルでレコンキスタを支援し、サンタレンやトレース・ノヴァースでポルトガル勢を圧倒していたムワッヒド朝と戦った。また他の部隊はキリスト教徒側の都市リスボンを略奪し、ポルトガル軍に追放されたという。一方その頃、イングランド国王リチャード1世はフランス国王フィリップ2世とヴェズレーで会見し、1190年7月4日に共に出発してリヨンまで共に進軍した。そしてシチリア島で再合流することを取り決めた上で両国王は別れた。リチャードは約800人ほどの従者などを引き連れてマルセイユに向かい、フィリップはジェノヴァまで向かったとされる。そしてリチャードはその後マルセイユにたどり着いたものの、イングランド艦隊はまだ到着していなかった。自身の艦隊の到着を待ちきれなかったリチャードは、現地で船を徴集して8月7日にはマルセイユを出港した。リチャードは途中イタリアの諸都市を訪問しながら進み、9月23日にメッシーナに到着した。一方、イングランド艦隊の本隊は8月22日にマルセイユに到着した。既にリチャード王がシチリア島に向けて出発してしまっていることを知り、メッシーナに向けてそのまま直行。そして9月14日、リチャードの到着前にメッシーナに到着した 。フィリップ2世はジェノヴァで兵員輸送のために艦船を雇い、自身の率いる650人の騎士、1,300騎の軍馬、1,300人の従者を乗せて、シチリア島経由で聖地に向かった。

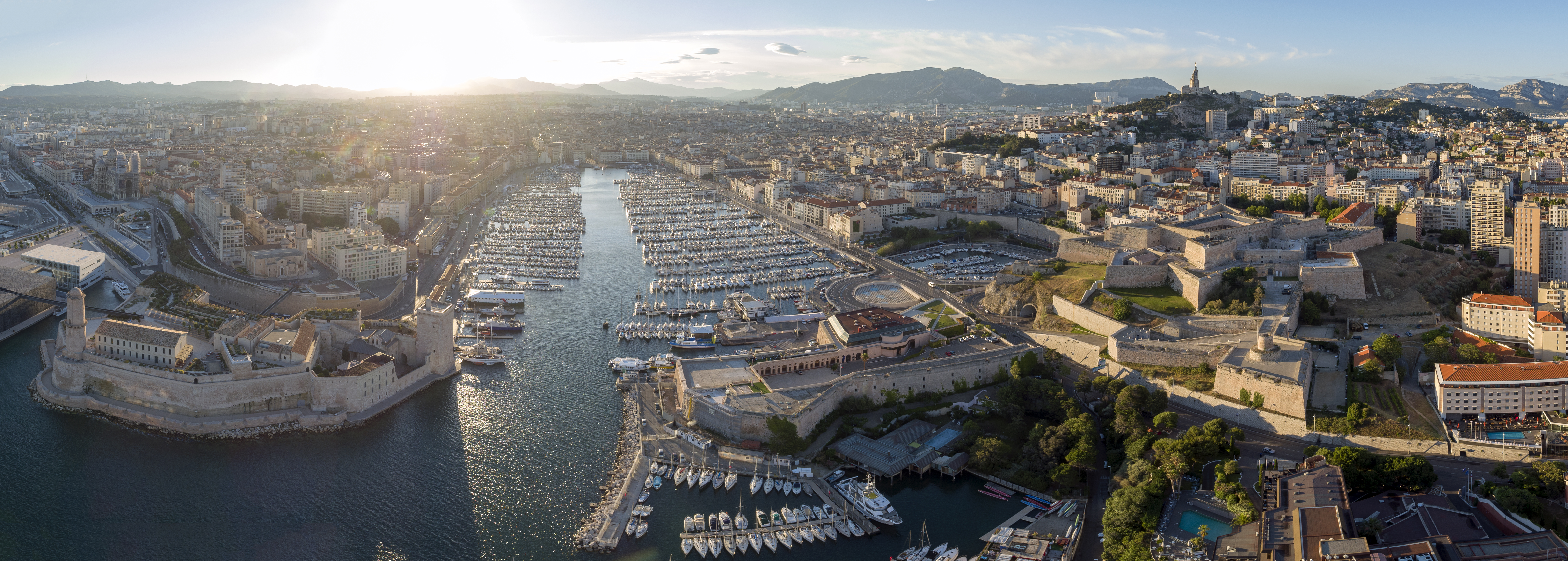
マルセイユの古港

リチャードらが来訪する1年前の1189年、シチリア国王グリエルモ2世が亡くなった。シチリア王位はタンクレーディが継承し、リチャードらが来訪した頃は彼がシチリア王国を統治していた。このタンクレーディは先王グリエルモ2世が亡くなった際、グリエルモの王妃ジョーンを監禁していたのだが、このジョーン王妃はリチャード1世の姉妹であった。当然の如くリチャード1世はメッシーナを占領し、1190年10月4日にジョーン王妃は解放された。この頃、リチャード1世とフィリップ2世はリチャードの婚姻に関する問題で仲違いした。リチャードはフィリップ2世の妹のアデルと長期にわたって婚約していたのだが、リチャードはこの婚約を破棄してベレンガリアと結婚することを独断で決定したことが原因とされている。1191年3月、フィリップ2世はリチャードを待つことなくシチリア島をあとにし、4月にはティールに到着した。そして4月20日には早速聖地での戦闘に加わり、アッコ包囲戦に参加した。一方のリチャードは4月10日までシチリア島に滞在し続けた。

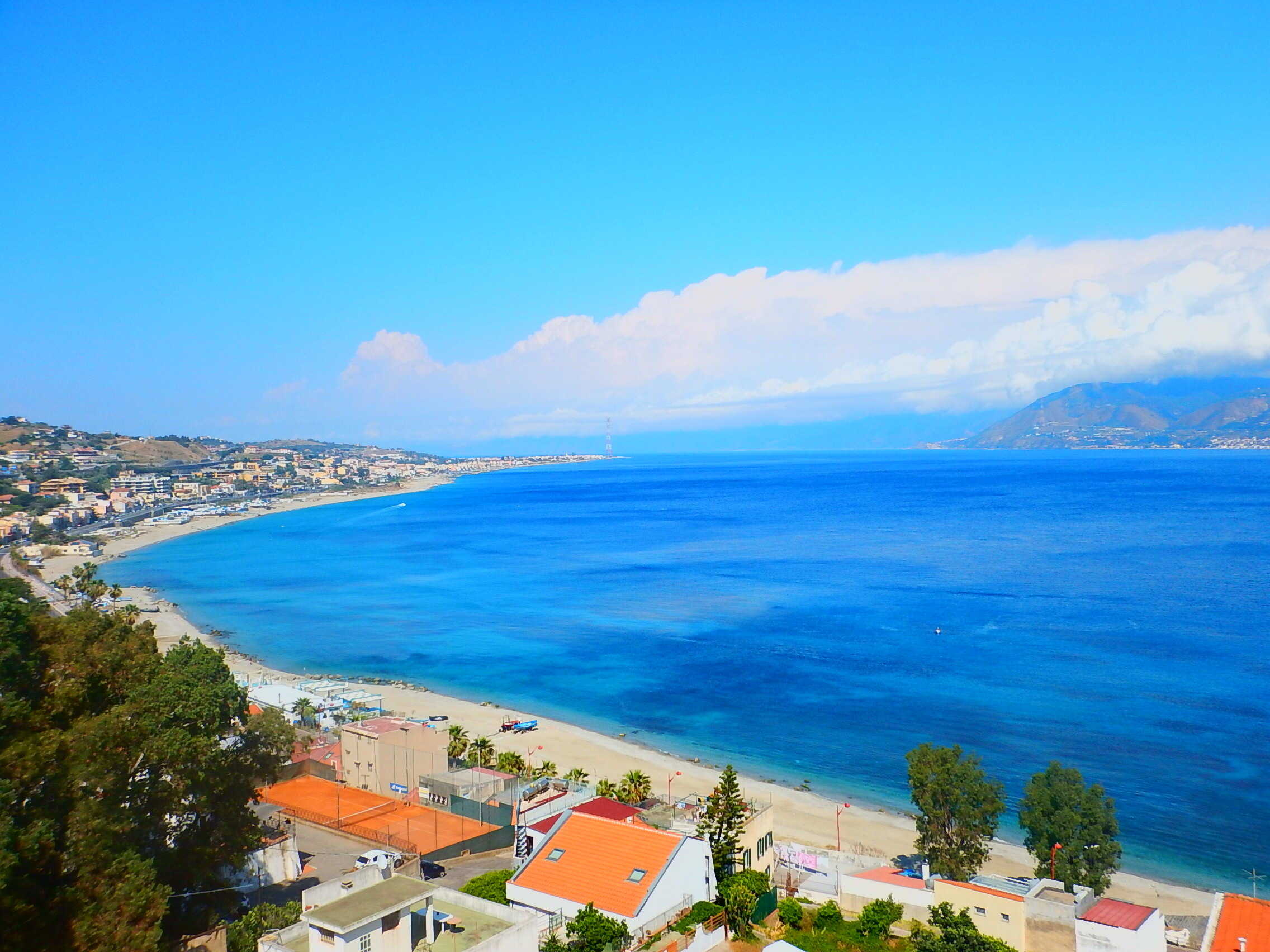
メッシーナの浜辺

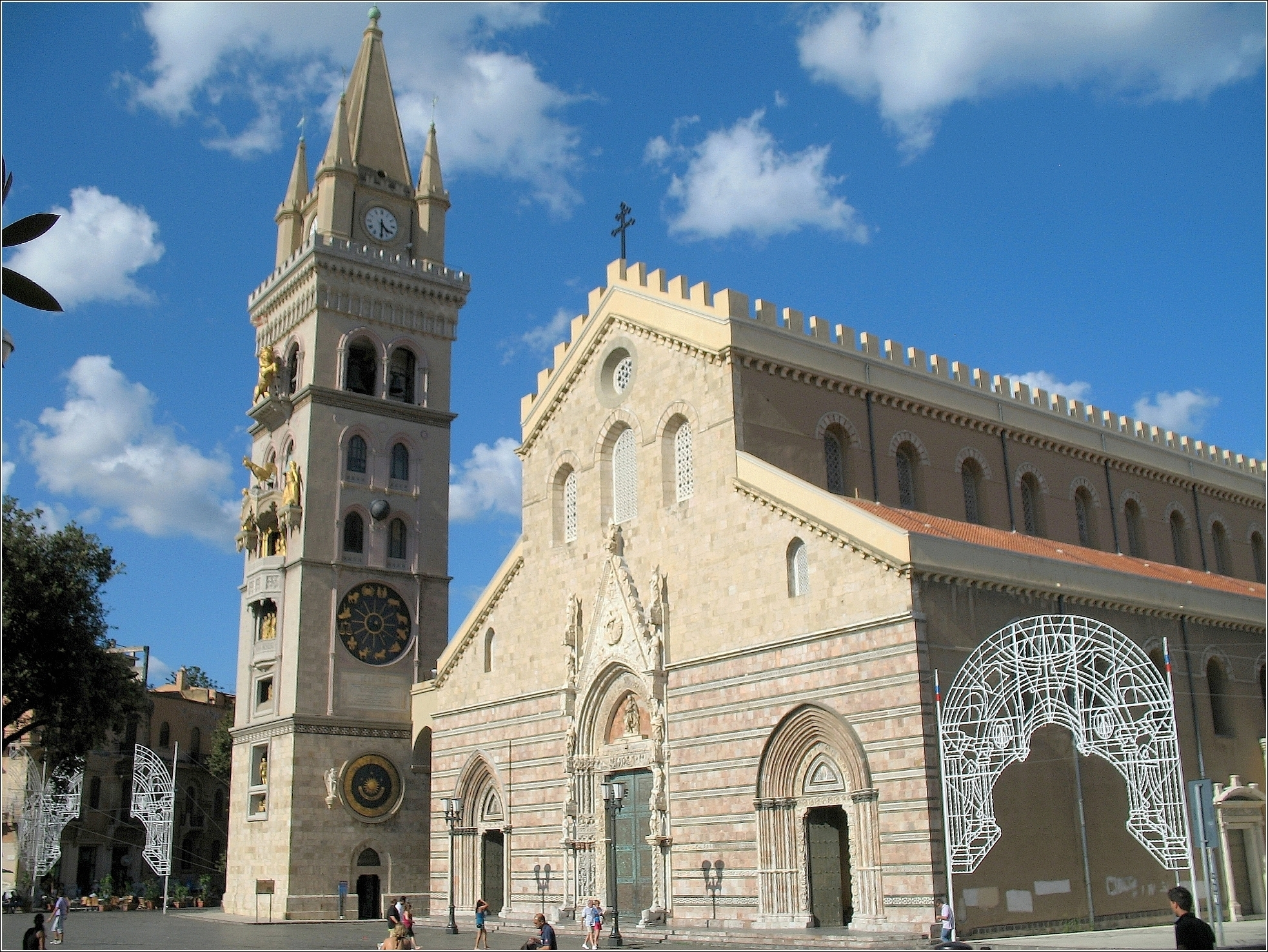
メッシーナ大聖堂

その後、180隻の艦船と39隻のガレー船からなるリチャード率いるイングランド艦隊はシチリア島を出港したものの、出港早々激しい嵐に見舞われ、数隻の船が座礁した。そしてその中の1隻にはジョーン王妃とリチャードのフィアンセ・ベレンガリアが乗船しており、また十字軍遠征のための莫大な資金が満載されていた。そしてこれらの船はキプロス島に漂着した。キプロス島に漂着したイングランド艦船はキプロス領主のイサキオス・ドゥカス・コムネノス に発見され、莫大な遠征資金はイサキオスに奪い取られた。ベレンガリアやジョーン王妃は危害を加えられることはなかった。リチャードは5月6日、リマソールに入港し、イサキオスと面会した。イサキオスは流れ着いたリチャードの親類を引き渡し、500人の兵士をリチャード艦隊と共に聖地に派遣することに同意した。リチャードはリマソールに野営地を張って過ごした。この時、エルサレム王ギー・ド・リュジニャンがリチャードのもとを訪れ、またリチャードはこの地でベレンガリアとの結婚式を催した。イサキオスはリチャードとの合意の後、ファマグスタの砦に帰っていったが、彼はそこでリチャードとの合意を破棄し、リチャードに施していた厚遇を取りやめ、すぐに島から退去するように要求した。イサキオスの横柄な態度に憤慨したリチャードはたった数日でキプロス島を占領し、6月までに島をたった。

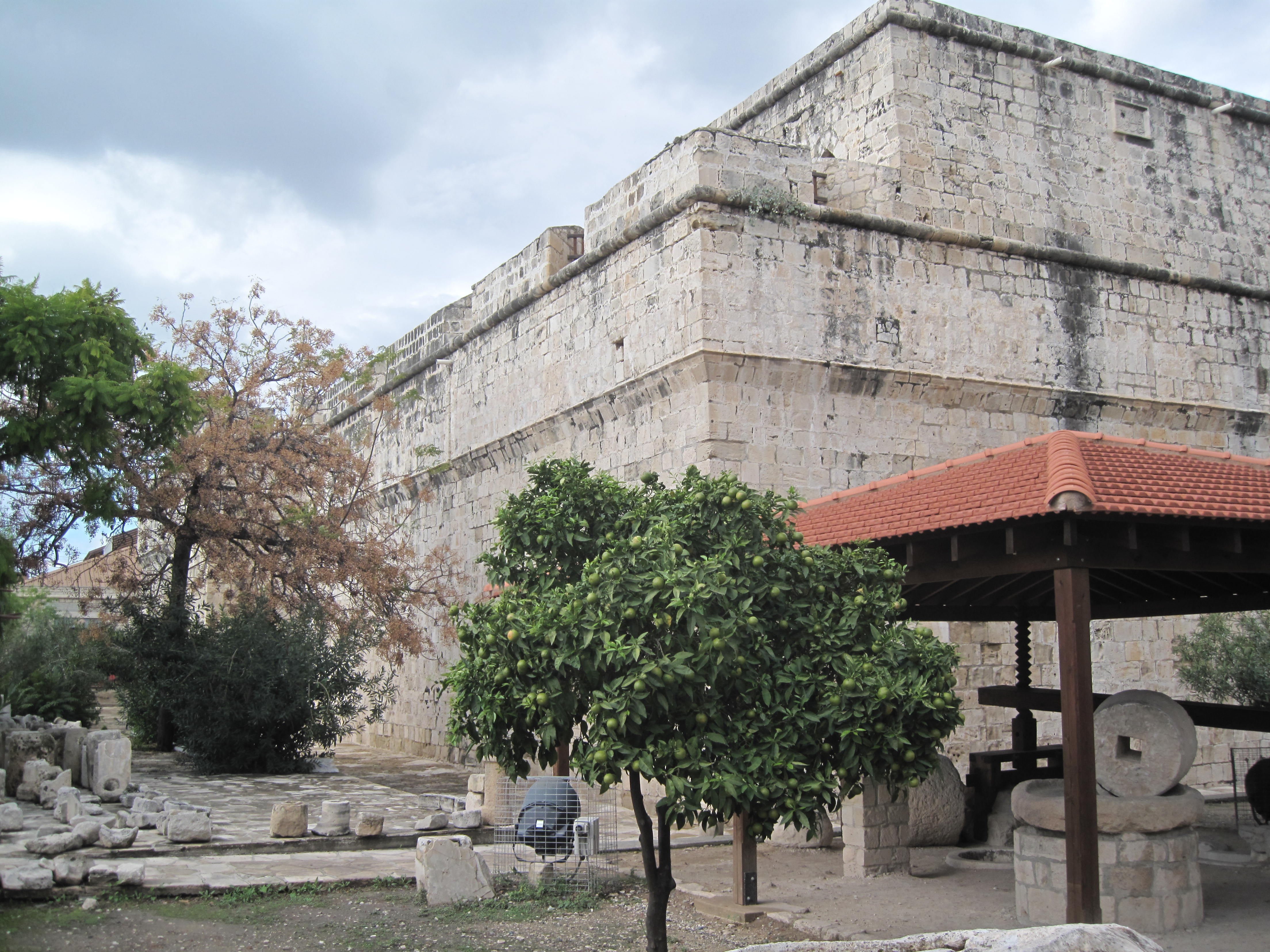
リマソールに残る十字軍時代の城砦

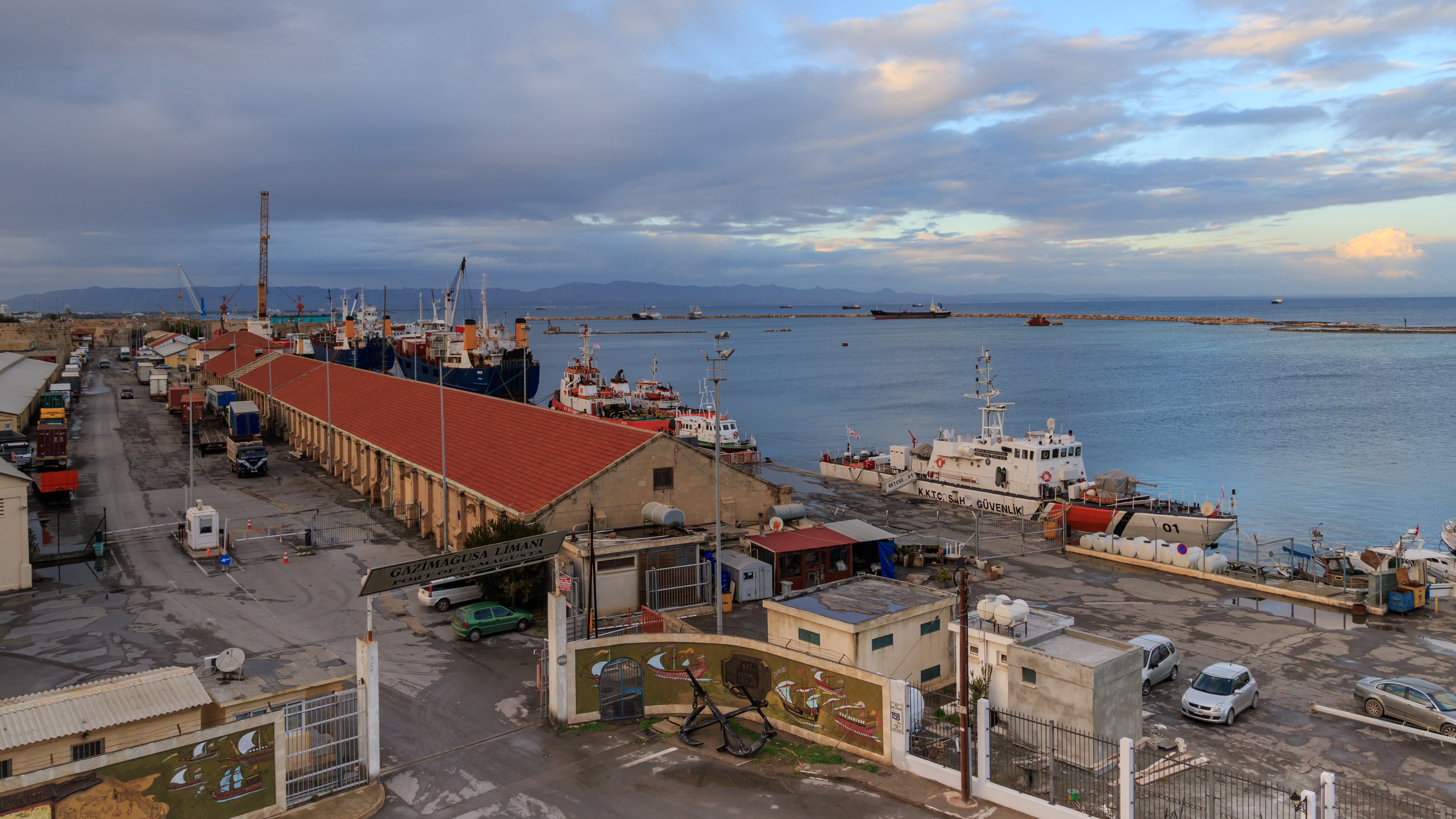
ファマグスタの港

### アッコ包囲戦

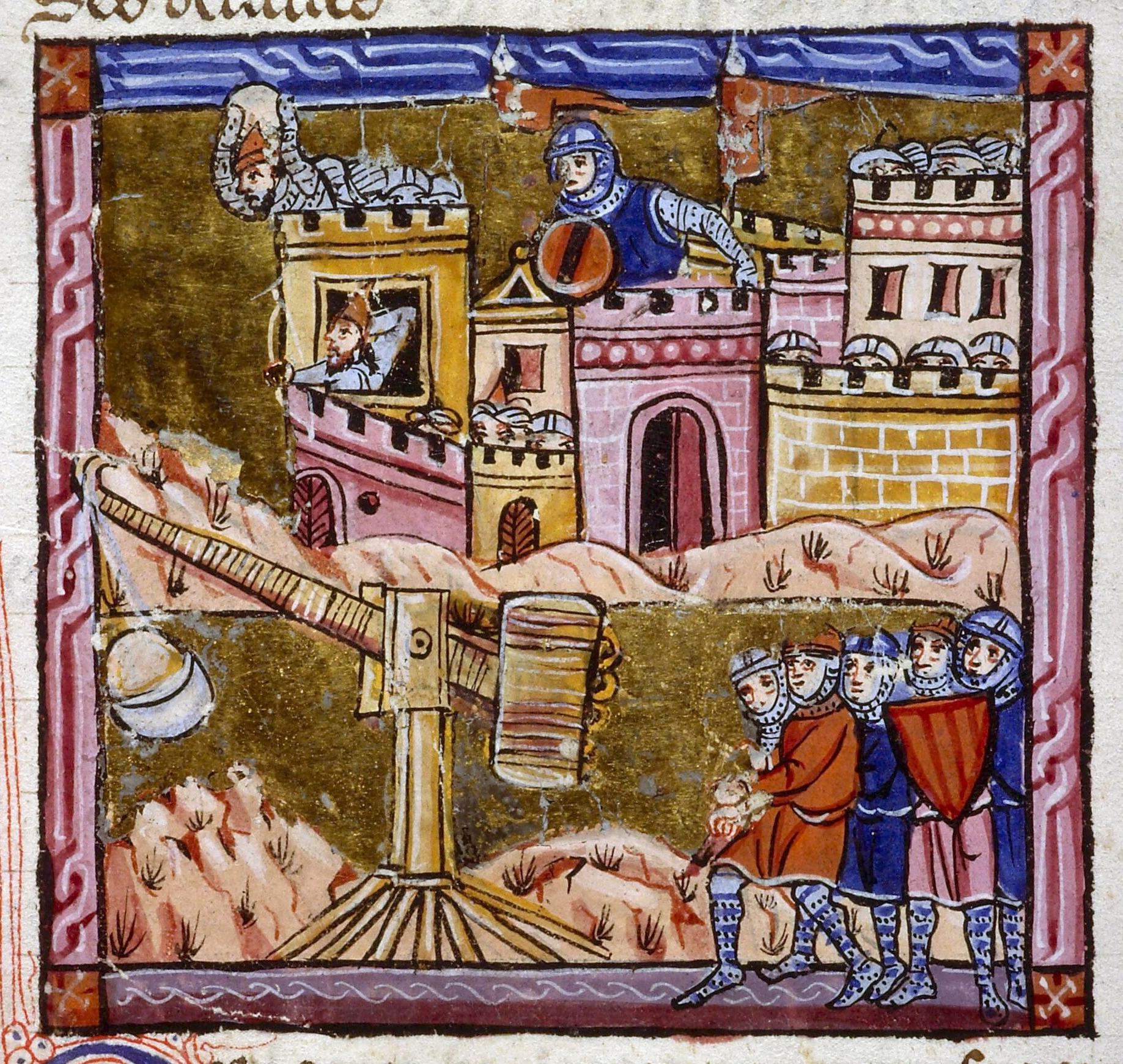
アッコ包囲戦

1189年、サラディンは捕囚されていたギーを解放した。ギーはティールにて十字軍の全権を握ろうと試みたが、ティールでは既にモンフェラート侯コンラート1世が権力を握っていたため、その試みは失敗に終わった。ギーは次に豊かな港町アッコに目を向けた。ギーはアッコを包囲するために軍勢を招集し、ちょうどその頃聖地に着陣していたフランス王フィリップ2世からの支援を受けた。しかしギーの軍勢とフィリップ2世が派遣したフランス軍による混成軍はサラディンに対抗するだけの十分な兵力を有しておらず、アッコを包囲していた彼らは逆にサラディンの軍勢に包囲された。1190年夏、十字軍の野営地で疫病が蔓延し、エルサレム女王シビーユと彼女の幼い娘たちが亡くなった。エルサレム王家出身の王妃を失ったギーは、シビーユの死により自身のエルサレム王としての権利を失いつつあったが、なんとか王位を保持し続けようと試みた。しかしエルサレム王位の正当な継承者はシビーユの妹イザベラであり、彼女はエルサレム王位に就任する気がさらさらなかった夫のオンフロワ4世と急いで離婚し、ティールのコンラート1世と結婚した。これにより、イザベラの名の下にコンラート1世は正式にエルサレム王位を主張した。

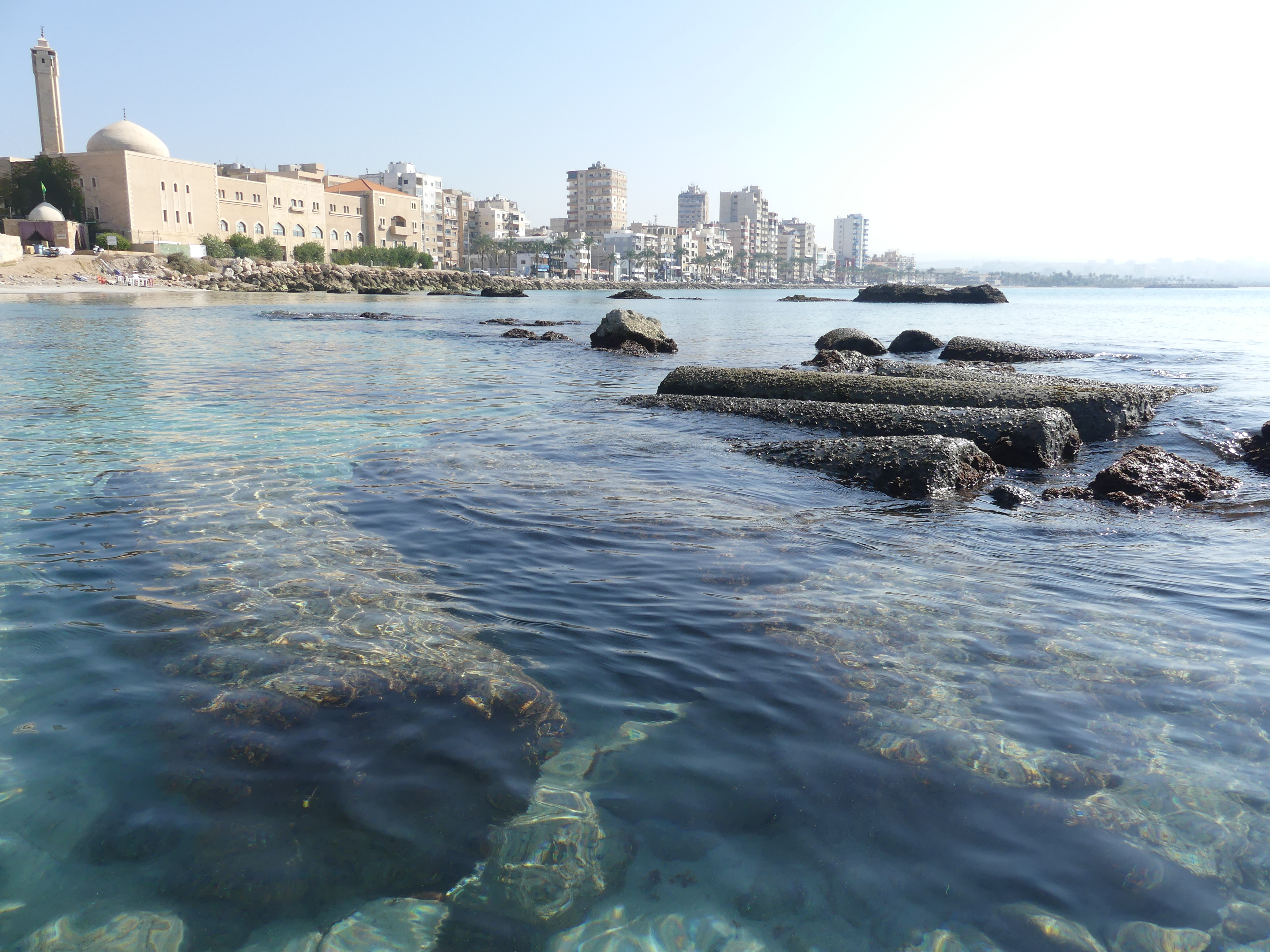
ティールの街並み

1190年暮れから1191年初頭にかけて、十字軍の野営地では更に熱病が蔓延した。この疫病により、シュヴァーベン大公フリードリヒ6世・ヘラクレイオス総主教・ブロワ伯ティボー5世といった面々が亡くなった。1191年春、航海が可能な季節となった頃、オーストリア公レオポルト5世が海路で聖地に来着し、フリードリヒ1世の残した帝国軍の残存部隊の指揮をとった。ちょうどその頃、シチリア島からフィリップ2世が軍を率いて聖地に到着し、隣国キリキア・アルメニア王国からアルメニア王レヴォン1世率いるアルメニア軍も着陣した。

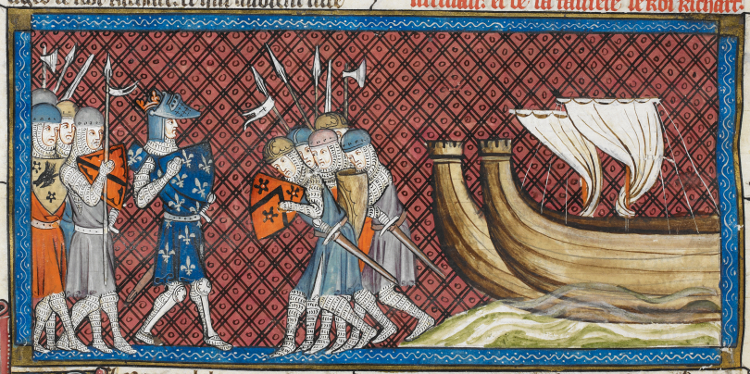
パレスチナに着陣したフィリップ2世を描いた絵画。1332年から1350年に制作された。

1191年6月8日、リチャード1世率いるイングランド艦隊がアッコに到着した。到着後すぐ、リチャード1世は攻城兵器の建造を指揮し、それらの兵器を用いて包囲戦を開始。7月12日にアッコを攻め落とした。リチャードとフィリップ、そしてレオポルトの3人は戦利品の取り分をめぐって争った。リチャードはアッコ市街にたなびくドイツ軍旗を切り落とし、レオポルト5世はそれに激怒した。また、エルサレム王位を巡る争いにおいて、リチャードはギーを支援し、フィリップはコンラートを支援した。エルサレム王位を巡る争いは、「ギーの存命中はギーがエルサレム王国を統治し、ギーが亡くなったのちはコンラートがエルサレム王に就く」という折衝案に落ち着いた。リチャードの行為に不満を抱いていたフィリップとレオポルトは、自軍をまとめて自国に撤退させた。フィリップは7,000の軍勢を聖地に残し、それらの兵に支払うための5,000マルクの銀も残して撤退した。

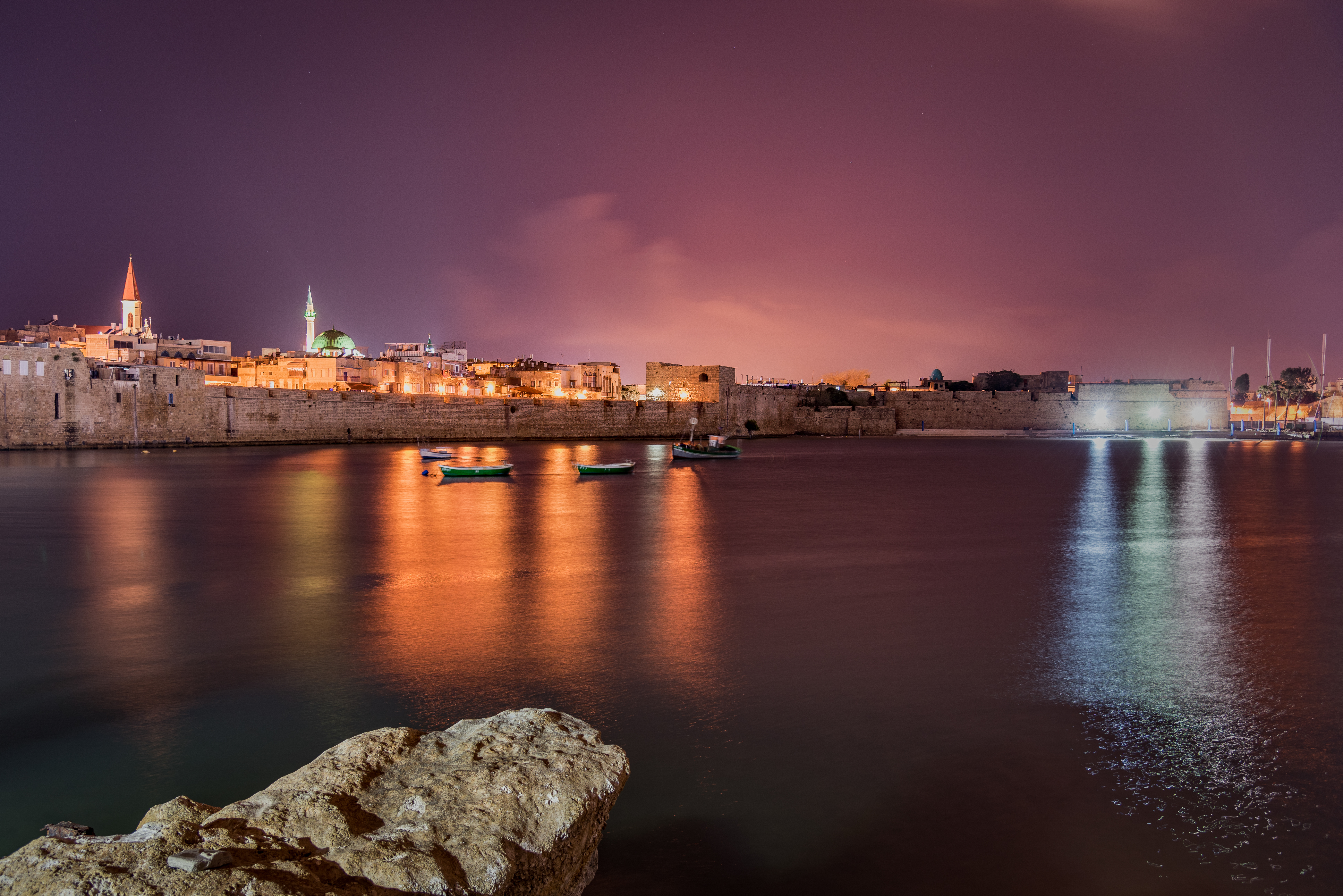
アッコ市街に残る海上城壁

1191年6月18日、リチャードはアッコに着くや否や、サラディンに使者を派遣し、会見を提案した。サラディンはリチャードの提案を拒否した。というのも、当時の慣習では王同士の面会は平和条約の締結後に行うのが常識であったからだ。その後リチャードはサラディンと贈答品を送りあったり、サラディンの弟とされるアル・アディールと何度も会見を行ったものの、サラディンと直接面会することは2度となかった。サラディンはリチャードと協議し、リチャードが捕囚しているムスリム人のアッコ守備隊と彼らの家族の解放を促した。8月20日、リチャードはサラディンが敢えて交渉を遅延させていると思い込み、捕虜たちを救出しようとしていたサラディンの軍勢から見える場所で2,700人ものムスリムの捕虜を皆殺しにした 。サラディンはその報復として、捕らえていたキリスト教徒の捕虜たちを殺害した。その後、アッコを攻め落とした十字軍はその勢いで内陸部のガラリア地方を再征服した。

### アルスフの戦い

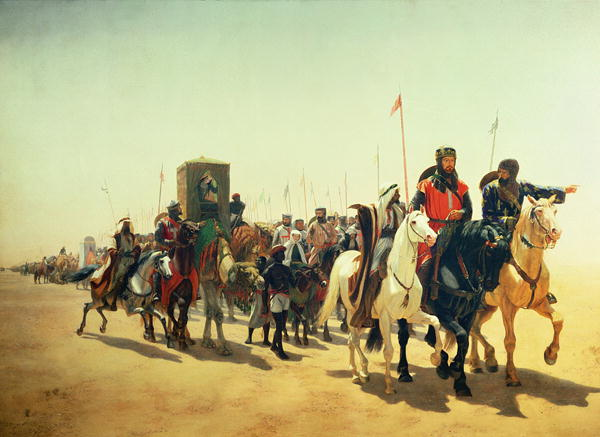
エルサレムに向けて進軍するリチャード1世の一行

アッコ征服後、リチャードはヤッファに向けて進軍を開始した。エルサレムの征服を可能にするためにはヤッファを支配下に置く必要があったからだ。しかし、1191年9月7日、ヤッファの北30マイル (50 km)にあるアルスフを進軍中に、リチャード軍はサラディンに攻撃された。サラディンはリチャード軍に絶えず攻撃を仕掛けてリチャード軍の隊列を崩した上で、バラバラになったそれぞれの部隊をひとつずつ撃破していくという戦略をとっていた。それに対して、リチャード1世は配下のホスピタル騎士団がサラディン軍右翼部隊に突撃を敢行するために隊列を崩すまでの間、自軍の隊列を維持し続けた。騎士団がムスリム軍に突撃したのち、リチャードは全軍に反撃を命じてサラディン軍目掛けて突進した。結果、サラディン軍は撃破された。サラディン軍はリチャード軍を打ち破るという当初の目標を達成できず、逆に7,000人もの兵員を失った。ただ、総崩れとまではいかなかった。アルスフでの十字軍の勝利は、ムスリムにとって恥深い出来事となり、サラディンの無敵神話は打ち砕かれた。そしてこの戦勝によりリチャード1世の戦士としての勇猛果敢さと指揮官としての有能さが証明された。その後リチャードはヤッファの制圧に成功。戦略的に非常に重要な都市を確保した十字軍はエルサレム奪還に向けて大きく前進したのだった。また沿岸地域からサラディンから奪い取ったことで、エルサレムを占領するサラディンに対して大きな圧力をかけることができた。

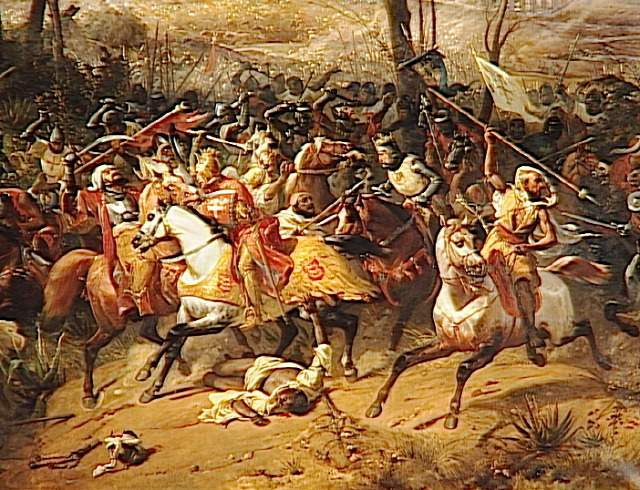
アルスフで激突する十字軍とムスリム軍

### エルサレム進撃と両者の交渉

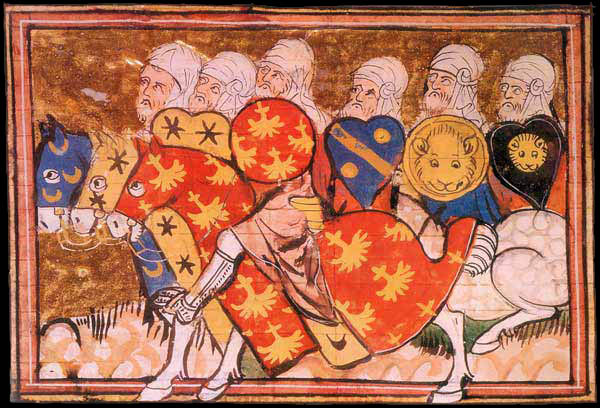
サラディンの軍勢を描いたフランスの写本（1337年作）

アルスフでの大勝ののち、リチャードはヤッファを統治下に置き、本陣をヤッファに置いた。リチャードはサラディンがヤッファに派遣した彼の弟のアル＝アーディルとの交渉を開始した（弟は兄のサラディンにちなんで、サファディンとして知られていた）。両者の交渉において、リチャードの妹（または姪のエレノア）との結婚の取り決めなどについて話し合われたものの、結局交渉は失敗に終わった。そしてリチャードはサラディンに破壊されていたアシュケロン要塞に向けて進軍した。

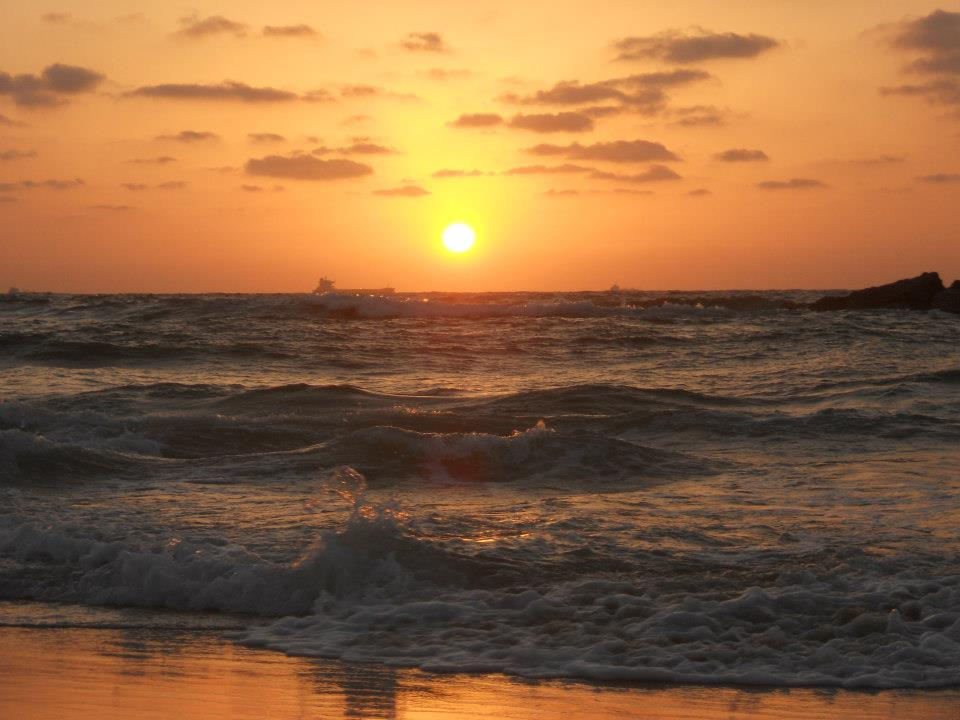
アシュケロンから見た海

1191年11月、十字軍はエルサレムに向けて内陸地域を進軍した。12月12日、サラディンは配下のエミールたちからムスリム軍団の大部分を解散させるよう圧力をかけられていた。サラディン軍内部のゴタゴタを知ったリチャードは好機を逃すまいと進軍を強行し、クリスマスを ラトゥルンで過ごした。その後もリチャードは進軍を続け、エルサレムからたった12マイルの距離にあるベイト・ヌバに着陣した。エルサレムを守備するムスリム軍の士気は著しく低下しており、十字軍がエルサレムにたどり着いていればあっという間に陥落したであろう。しかし、大雨や雹が降る寒冷な悪天候に加え、十字軍がエルサレムを包囲した場合、ムスリムの救援軍に逆包囲される恐れがあったため、リチャードは沿岸部へ撤退した。
リチャードはディールにいるコンラートに対してエルサレム遠征に参加するよう呼びかけた。しかしコンラートは断った。先のエルサレム王位を巡る対立の際、リチャードはコンラートと対立するギーを支援していたからだ。またコンラートはサラディンと交渉し、リチャードがティールを攻めた際の共同防衛協約を締結さえしていた。しかし、4月、リチャードは現地貴族にエルサレム国王として選出されたコンラートの王位を承認した。選出の際、ギーはどの諸侯からも支援を得られなかったという。代わりにリチャードはイサキオス・ドゥカス・コムネノスから奪い取っていたキプロス島をギーに売り払った。エルサレム王に選ばれたコンラートだったが、戴冠される前にティールの大通りで暗殺教団に暗殺された。暗殺の8日後、リチャードの甥シャンパーニュ伯アンリ2世がイザベラ女王と結婚した。コンラートの暗殺がリチャードの指示で決行された疑いは非常に濃厚であるとされている。
冬になる頃、リチャードの軍勢はサラディンにより取り壊されていたアシュケロンの要塞を再建した。1192年春、リチャードとサラディンは交渉を続け、その一方で小競り合いも続いた。5月22日、5日間に渡る熾烈な戦闘を経て、エジプトとの国境沿いの要所デル・エル・バラが十字軍の支配下に置かれた。十字軍はこの勢いでエルサレムに向けて再び進軍し、今度はエルサレム市街が見えるほどの近郊に着陣した。しかし、今回もまた撤退を強いられた。十字軍内部における対立が原因である。リチャードを含む十字軍指揮官の多くは、「サラディンの本拠地であるエジプトに侵攻し、エルサレム防衛を断念させる」という作戦を推していたが、ブルゴーニュ公のみ、エルサレムへの直接攻撃を主張していた。両者は対立し、十字軍は2つに分かれてしまった。分裂した十字軍はそれぞれの目標を達成できるほど十分な兵力を有しておらず、十字軍は結局沿岸部への撤退を強いられることとなった。

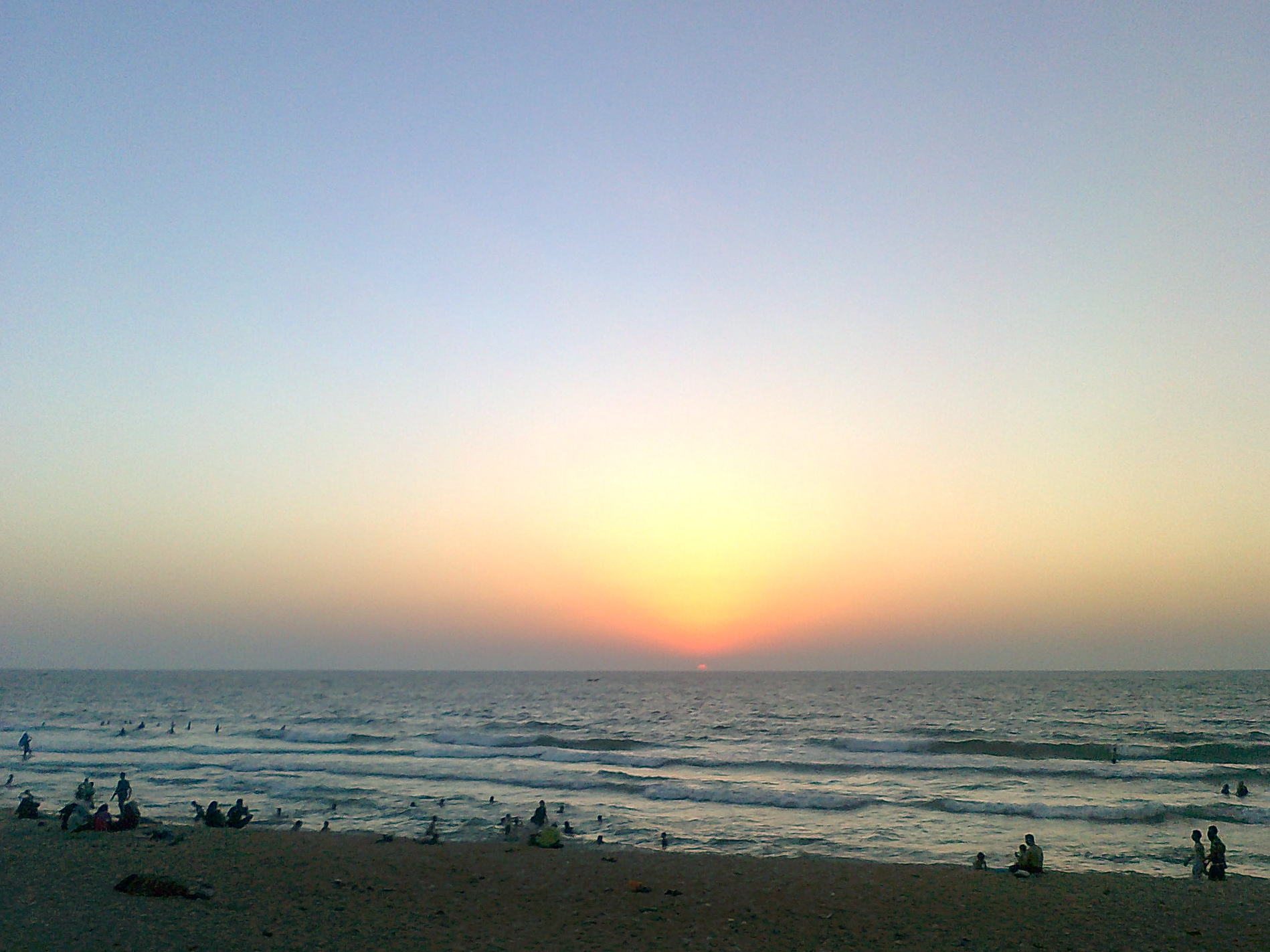
デル・エル・バラの海岸

### サラディンのヤッファ奪還の試み
1192年7月、サラディンは数千の軍勢をもってしてヤッファを攻撃し征服した。しかし、サラディンはアッコでの虐殺に怒り狂う兵士たちを統制することができなかった。サラディンは十字軍兵士たちに対して、城砦に閉じこもって、自分がムスリム兵士を統制できるようになるまで自分たちで身を守るようにすら伝えたという。
リチャードはサラディンがヤッファを制圧したという報告を受け、イングランドへの帰還を望むようになった。リチャードは2,000名前後の少数の兵士を連れて海路でヤッファに向かい、奇襲を敢行した。ヤッファになだれ込んだリチャード軍は海上からの攻撃を想定していなかったアイユーブを蹴散らし、慌てふためくアイユーブ軍はヤッファ市街から逃げ去っていった。リチャードは囚われていた十字軍兵士たちを解放し、解放された兵士たちはリチャードの軍勢に加わった。サラディンの軍勢は追いやられたとはいえ、リチャードの軍勢よりも多勢であったため、反撃を開始した。サラディンはヤッファのリチャード軍に対して奇襲を仕掛けようとしたが、リチャードの軍勢に発見され、両軍はそのまま全面衝突した。リチャード軍配下の弩兵部隊はサラディン軍主力の軽装部隊に矢の雨を見舞わせ、サラディン軍は700人の戦死者を出して撤退した 。この戦いはサラディンの完敗で終わり、彼のヤッファ奪還の試みは完全に潰えた。そしてこの戦いでの十字軍の戦勝は、聖地沿岸部における十字軍国家を支援する強力な足がかりを得ることにつながった。

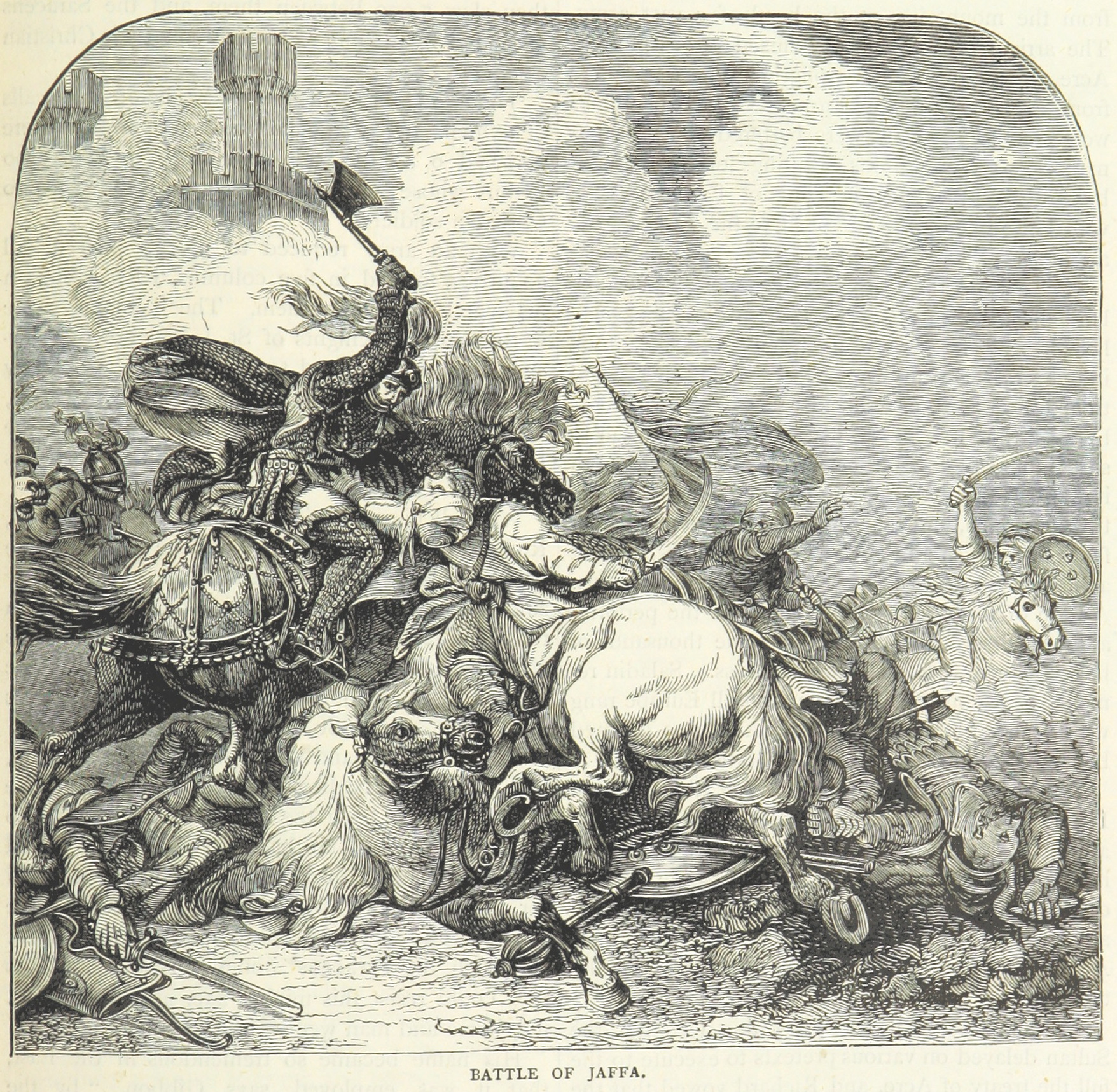
勇敢に戦うリチャード1世

1192年9月2日、ヤッファで大敗を喫したサラディンはリチャード1世との平和協定（ヤッファ条約）の合意を迫られた。この協定により、「ムスリムのエルサレム支配が維持されること」「非武装のキリスト教徒の巡礼者と商人のエルサレム訪問を許可すること」が取り決められた。また、サラディンの領地であるエジプトとシリアの間に位置するアシュケロン砦の帰属に関する問題が浮上したものの、要塞設備を完全に取り壊すことを条件として、アシュケロンはサラディンに属することとなった。協定が締結されるのを見届けたリチャード1世は、1192年9月9日、聖地をあとにした。

## その後

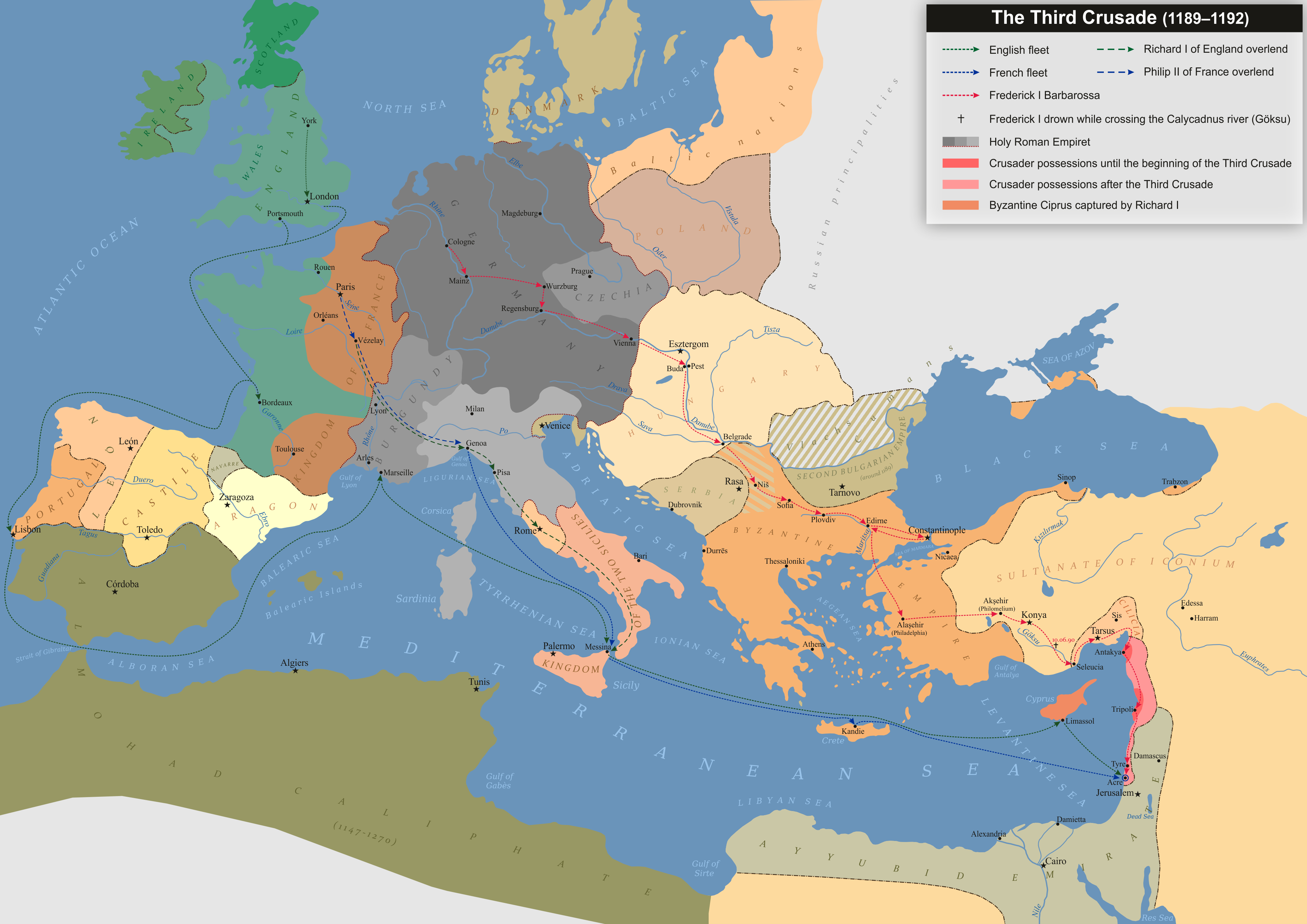
当時のヨーロッパ (1189年-1192年)

両者は戦争の結果に満足しなかった。リチャードは勝利し、重要な沿岸地域からムスリムを放逐し、滅亡寸前だった十字軍国家を生き返らせることに成功したものの、多くのキリスト教徒はエルサレムを奪還しないという選択をとったリチャード1世に対して失望の念を抱いた。同じように、多くのイスラム教徒はサラディンがパレスチナ・シリア沿岸部から十字軍を駆逐できなかったことに対して動揺した。しかし、両勢力間で行われた交易活動により中東や地中海沿岸部の港湾諸都市は大いに繁栄した。
サラディンに仕えた歴史家 ベハ・アッディーンは、十字軍の勝利に対して打ちひしがれるサラディンの様子を記している。
'I fear to make peace, not knowing what may become of me. Our enemy will grow strong, now that they have retained these lands. They will come forth to recover the rest of their lands and you will see every one of them ensconced on his hill-top,' meaning in his castle, 'having announced, "I shall stay put" and the Muslims will be ruined.' These were his words and it came about as he said.
遠征後、母国イングランドに帰還していたリチャードだったが、1192年12月、道中でオーストリア公レオポルト5世に捕らえられ、収監された。リチャードには聖地にてレオポルトの従兄弟であるコンラート1世の暗殺の嫌疑が掛けられていたからである。また、アッコ包囲戦の際にリチャードに自身の軍旗を叩き落とされたことを根に持っていたのも原因であった。リチャードの身柄は神聖ローマ皇帝ハインリヒ6世のもとに送還され、150,000マルクの身代金と引き換えにリチャードは解放された。1194年、リチャードはイングランドに帰国した。そして1199年、フランス遠征の最中にクロスボウに射られて戦死した。41歳だった。
1193年、サラディンは黄熱病で亡くなった。彼の後継者たちはサラディンの後継の座を巡って内紛を起こした。
シャンパーニュ伯ハインリヒは1197年に事故死し、未亡人となったイザベラはキプロス王エメリー・ド・リュジニャンと再婚した。彼らが1205年に亡くなったのち、コンラートとイザベラとの間の娘であるマリーがエルサレム王位を継承した。
エルサレム攻撃を避けるというリチャード1世の選択により、第3回十字軍から6年後、再び聖地奪還のための十字軍遠征第4回十字軍が企図されることとなった。しかしエルサレムを失ったまま十字軍王国は、衰退することなく、アッコを中心として大いに栄えたという。現代の歴史家en: Thomas F. Maddenは、第3回十字軍の功績を以下のようにまとめている。
...the Third Crusade was by almost any measure a highly successful expedition. Most of Saladin's victories in the wake of Hattin were wiped away. The Crusader kingdom was healed of its divisions, restored to its coastal cities, and secured in a peace with its greatest enemy. Although he had failed to reclaim Jerusalem, Richard had put the Christians of the Levant back on their feet again.
第3回十字軍における出来事に関する記述は リチャード王の旅路と呼ばれるラテン語文献（編者不明）やノルマン人の詩人アンブロワーズ・イングランド人の歴史家ラルフ・デ・ディセト・ウェールズ人の歴史家ジェラルドらが編纂した年代記などに記されている。

## 第3回十字軍をモチーフにした作品
- ASSASSIN'S CREED
- ジハード (小説)
- キングダム・オブ・ヘブン - 厳密には、第3回十字軍の前日談であるハッティンの戦いとその後のエルサレム攻囲戦（英語版）が舞台。